# Delfzijl
Delfzijl (uitspraakⓘ; Gronings: Delfziel) is een stad en een van de bestuurscentra van de gemeente Eemsdelta in de Nederlandse provincie Groningen. De haven van Delfzijl is de belangrijkste haven van Noord-Nederland. De stad telt 15.380 inwoners (22 november 2024, CBS). Tot 2021 lag de stad in de toen opgeheven gelijknamige gemeente. De naam "Delfzijl" betekent zijl (= sluis) in de Delf (= de oude naam van het Damsterdiep). Delfzijl ligt aan de Eems in het uiterste Noordoosten van Nederland. Delfzijl grenst via een zeegrens direct aan Duitsland. De stad heeft een rijke geschiedenis. 
Delfzijl is ontstaan in de 13e eeuw door de bouw van een sluis in de Delf, de oude naam voor het Damsterdiep. Door de ligging aan de kust was en is Delfzijl kwetsbaar voor overstromingen, met grote dijkdoorbraken in 1597, 1686, 1717 (Kerstvloed) en 1825. In november 2006 werd tijdens de Allerheiligenvloed de hoogste waterstand gemeten: 4,83 meter boven NAP.
De stad Delfzijl is een van de Nederlandse steden die (hemelsbreed) dichter bij Denemarken liggen dan bij België. Delfzijl ligt op circa 210 km van de Deense grens en circa 242 km van de Belgische grens.
De inwoners van Delfzijl droegen vroeger de schimpnamen 'Kraben', 'Krabers' ("krabben") of 'Strandjutters'. Een andere scheldnaam was 'Klokkedaiven', waarvan de herkomst onbekend is.
De agglomeratie Delfzijl - Appingedam - Farmsum vervult binnen Noordoost-Groningen een centrumfunctie. De stad Delfzijl beschikt onder meer over een schouwburg 'De Molenberg', een educatief instituut voor kunst en cultuur, een openbare bibliotheek. In de agglomeratie zijn er diverse instellingen voor basis-, voortgezet en middelbaar beroepsonderwijs en binnen- en buitensportvoorzieningen.

## Bezienswaardigheden
In Delfzijl en directe omgeving zijn enkele historische bezienswaardigheden aanwezig. Doordat Delfzijl meermalen een strijdtoneel is geweest, zijn er nauwelijks gebouwen van voor de Franse tijd bewaard gebleven. Ook tijdens de Tweede Wereldoorlog is veel vernield.

### Grote Waterpoort
Aan het einde van de Havenstraat ligt in de dijk de historische Grote Waterpoort. Deze verving in 1833 zijn voorganger uit 1715 en is als enige bewaard van meerdere waterpoorten die Delfzijl kende. De Waterpoort werd in de jaren 70 gerestaureerd en is nog steeds in gebruik. Bij hoge vloed wordt de poort afgesloten door middel van een metalen deur. Aan de havenzijde is een steen met inscriptie die de springvloed van 1962 markeert.

### Kleine Waterpoort
Aan de oude schans, nabij het 'Jenevergankje' ligt de Kleine Waterpoort. Dit is de plek waar in 1665 Michiel de Ruyter de West-Indische vloot in Delfzijl aan land bracht.

### Muzeeaquarium
In Delfzijl bevindt zich het Muzeeaquarium Delfzijl, dat bestaat uit een museum en een zeeaquarium. Het museum is onder andere gebouwd in een bunker uit de Tweede Wereldoorlog. Tevens is hier een deel van het in 1982 bij Heveskesklooster gevonden hunebed G5 tentoongesteld. Het aquariumdeel geeft een uitgebreid overzicht van in de Waddenzee voorkomende (levende) dieren. Het museum beschikt verder over vier collecties: de eerste is gewijd aan archeologie, de tweede aan geologie en diverse gesteentes, de derde is een expositie met de maritieme geschiedenis van Delfzijl, modelschepen en andere maritieme attributen en ten slotte is er een schelpencollectie. Het museum moest wijken voor verbreding van de zeedijk, maar werd in 2018 heropend op een nabijgelegen locatie.

### Bouwwerken
Enkele andere bijzondere bouwwerken in het centrum zijn:
- de Munitiekamer uit 1591, het oudste bouwwerk van Delfzijl, uit de tijd waarin de stad nog een vesting was
- de Centrumkerk uit 1830 aan het Molenbergplein
- de korenmolen Adam aan het Molenbergplein, die in 1875 vanuit Bedum naar Delfzijl is verplaatst
- het station Delfzijl uit 1884 van het Standaardtype Sneek
- de voormalige synagoge uit 1888
- het voormalige Gemeentehuis uit 1899 aan de Oude Schans
- de voormalige school van rond 1900 aan de Binnensingel
- de Sint-Jozefkerk uit 1924
- de voormalige Zeevaartschool Abel Tasman uit 1930, van architect Welleman
- het Gemeentehuis uit 1937, ook van architect Welleman
- de Kruiskerk uit 1953
- het Eemshotel, uit 1965 een in zee gebouwd buitendijks hotel
- de haven en de havenboulevard
- de wandelpromenade over de dijk vanaf het Eemshotel langs de haven, met uitzicht op de haven en op de stad Delfzijl
- Onder het Eemsmondgebouw (een kenmerkend kantoorgebouw uit 1969 nabij de haven van Delfzijl) werd in de jaren 50 tijdens de Koude Oorlog een atoomschuilkelder aangelegd. De schuilkelder is intact en geschikt voor gebruik. De schuilkelder kende een capaciteit van (slechts) 12 personen en was bedoeld om de plaatselijke autoriteiten onderdak te bieden in geval van een atoomoorlog.

Buiten het centrum zijn de volgende bezienswaardige bouwwerken te vinden:
- De wijk Oud West en de vorige locatie van de Zeevaartschool Abel Tasman aan het Abel Tasmanplein, geïnspireerd op de stijl van de Amsterdamse School.
- Enkele bunkers die in de Tweede Wereldoorlog door de Duitsers gebouwd zijn, ten noorden en ten oosten van Delfzijl.

### Steenfabriek Fivelmonde
In de omgeving van Delfzijl werden in de 19e eeuw veel steenfabrieken gesticht, omdat de Groningse klei uitermate geschikt was om baksteen van te maken. De steenfabriek Fivelmonde in de wijk Fivelzigt is een van de weinige overgebleven complete Groningse steenfabrieken. Er worden sinds de sluiting in 2002 geen stenen meer gemaakt. Tegenwoordig wordt de steenfabriek als industrieel erfgoed beheerd door een stichting.

### Historische kerkgebouwen
In de directe omgeving van Delfzijl zijn diverse historische kerkgebouwen te vinden: onder meer de kerk van Krewerd (met een van de oudste kerkorgels van Nederland), de kerk van Uitwierde, de Mauritiuskerk (Marsum), de kerk van Farmsum, de kerk van Holwierde, de kerk van Opwierde, de kerk van Solwerd en midden in het industriegebied de kerk van Heveskes. Dit zijn slechts enkele voorbeelden van bewaard gebleven historische kerkgebouwen uit de middeleeuwen. Veel kerkgebouwen worden beheerd door de Stichting Oude Groninger Kerken.

### Monumenten
In de gemeente waren er een aantal rijksmonumenten en oorlogsmonumenten, zie:
- Lijst van rijksmonumenten in Delfzijl (stad)
- Lijst van rijksmonumenten in Delfzijl (gemeente)
- Lijst van oorlogsmonumenten in Delfzijl

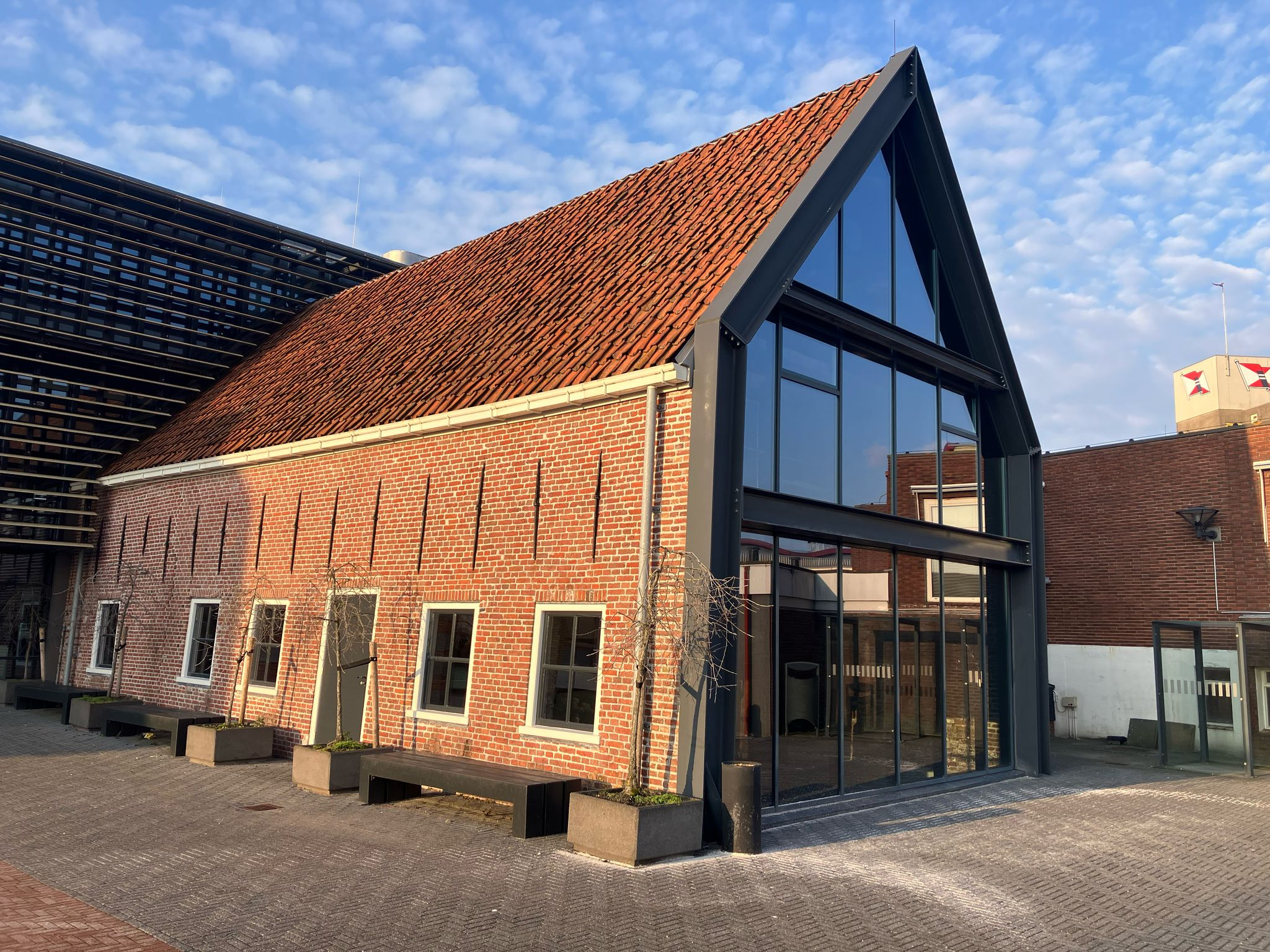
De Munitiekamer in Delfzijl uit 1591.
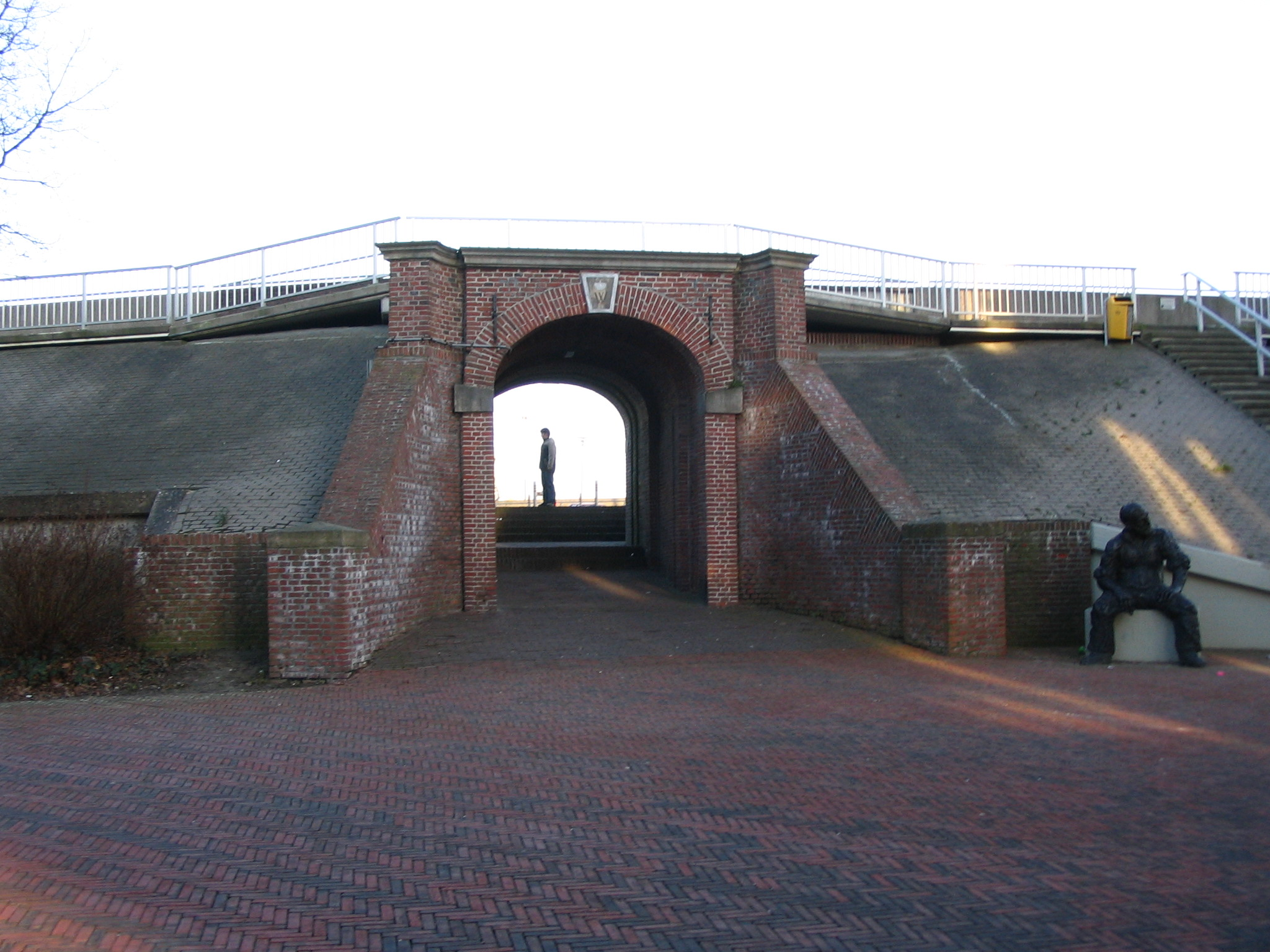
De Grote Waterpoort van Delfzijl.
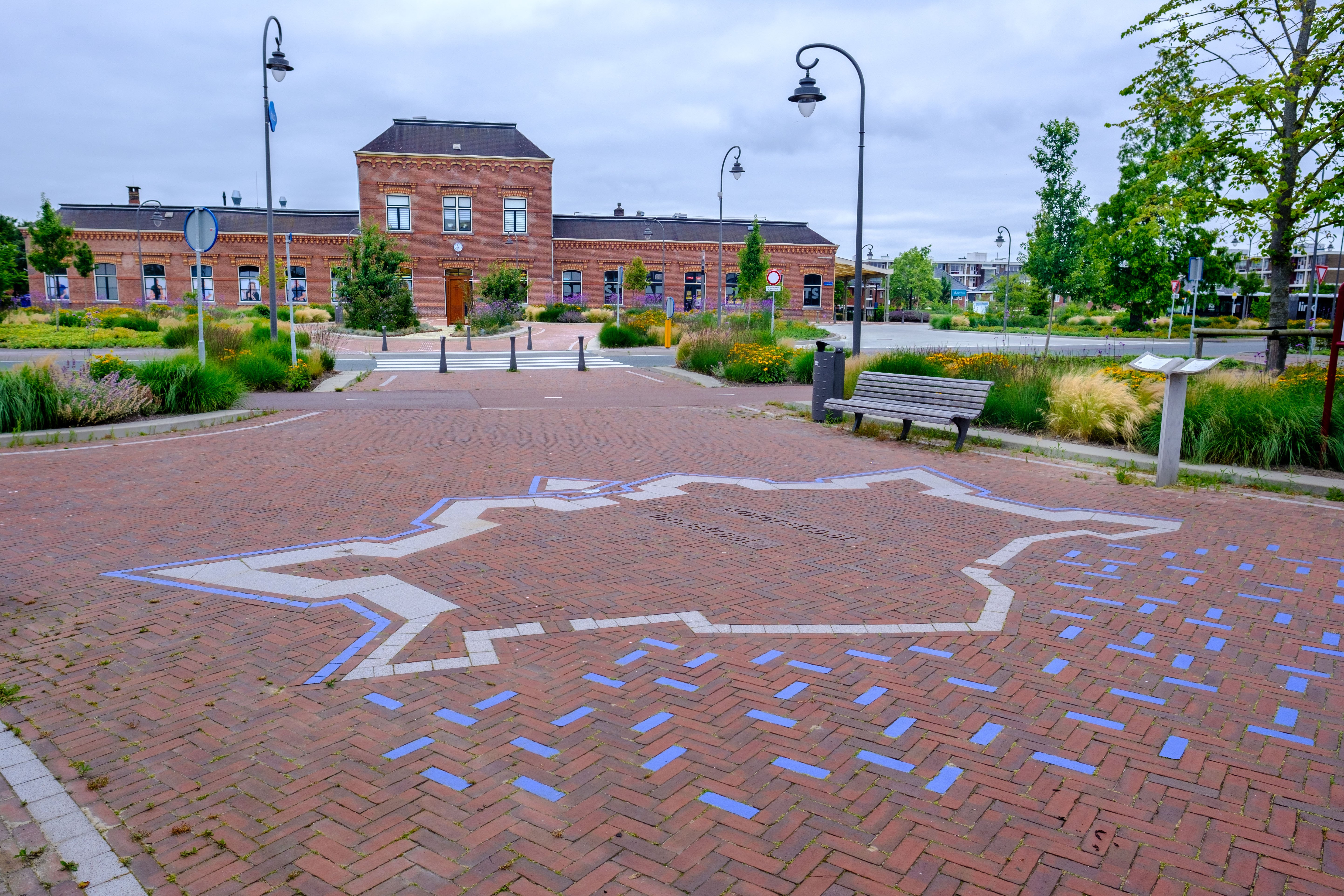
Station Delfzijl met de contouren van de vroegere Vesting Delfzijl in de bestrating ervoor
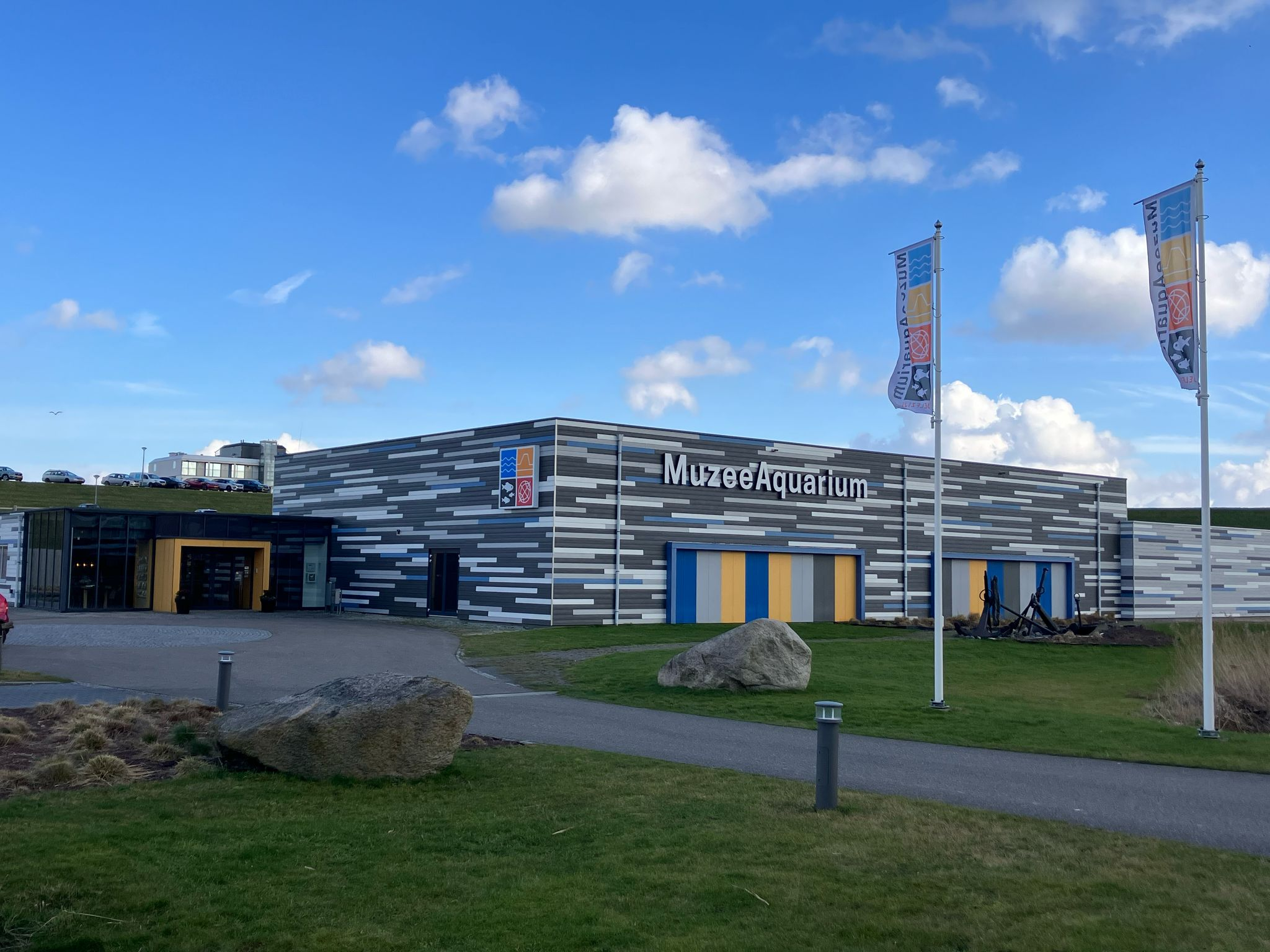
Het MuzeeAquarium.
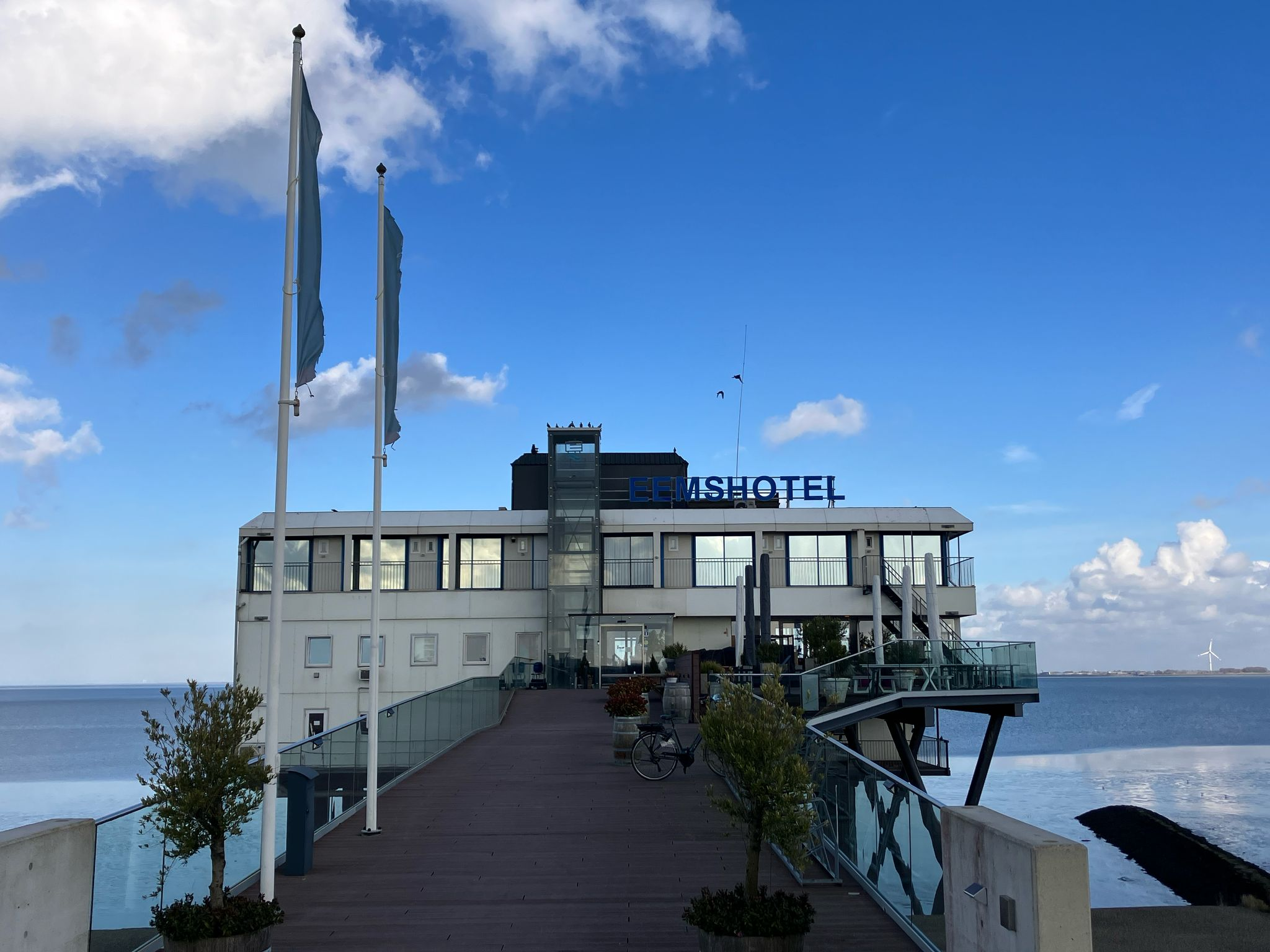
Het Eemshotel.
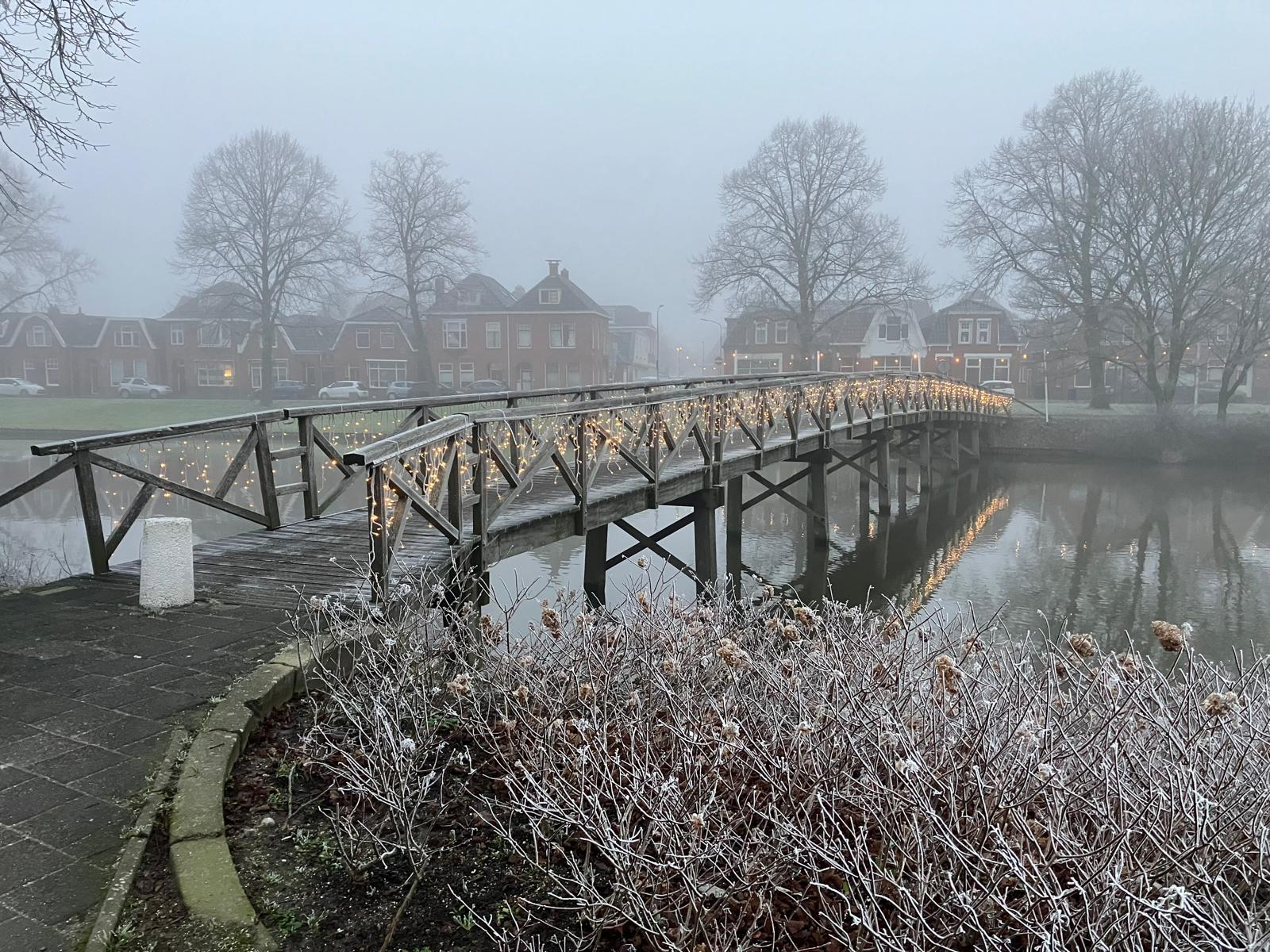
Het bruggetje over de stadsgracht in Delfzijl in de wijk Oud West.
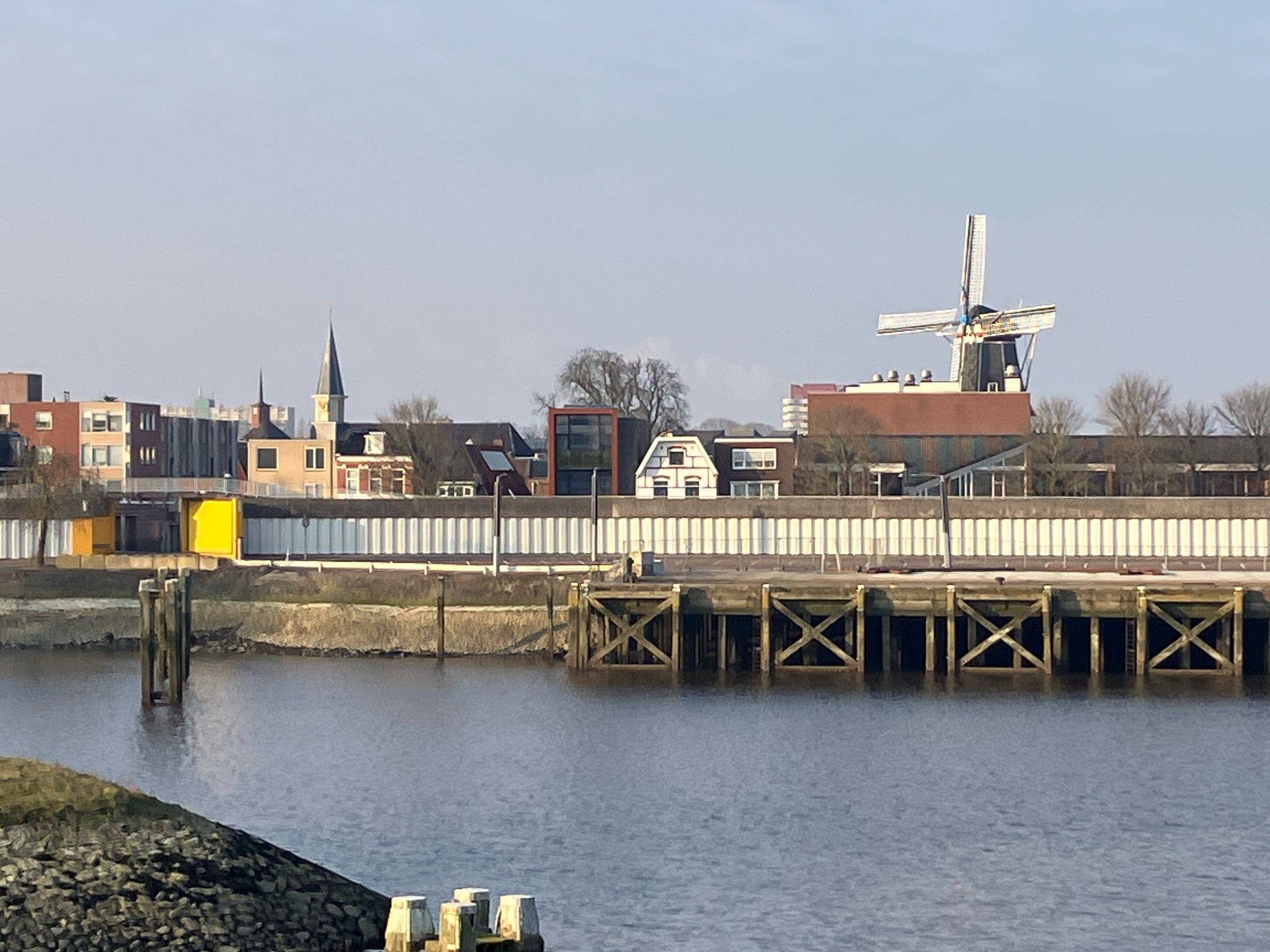
Gezicht op Delfzijl vanuit Kostverloren.
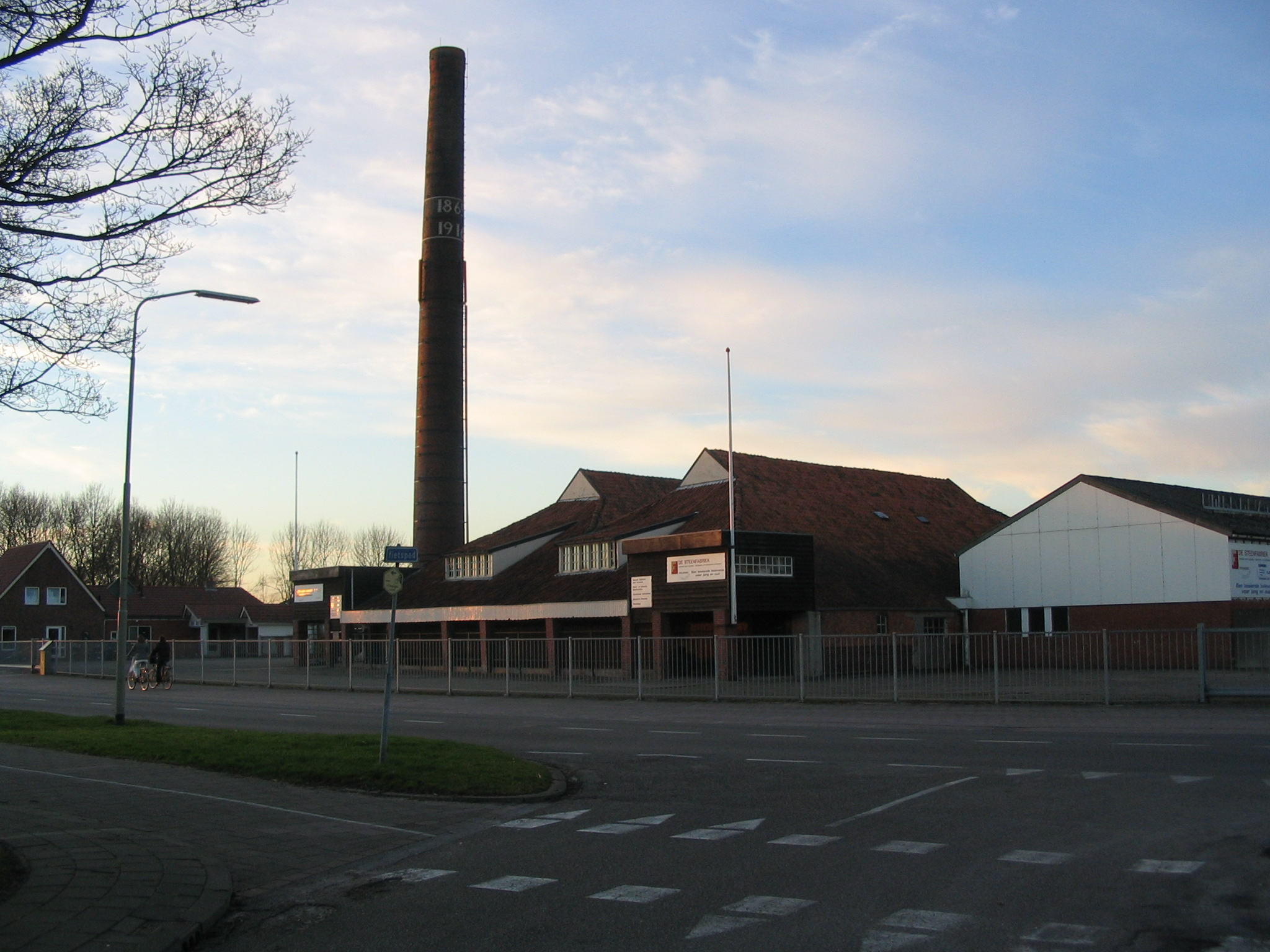
De steenfabriek Fivelmonde in de wijk Fivelzigt.
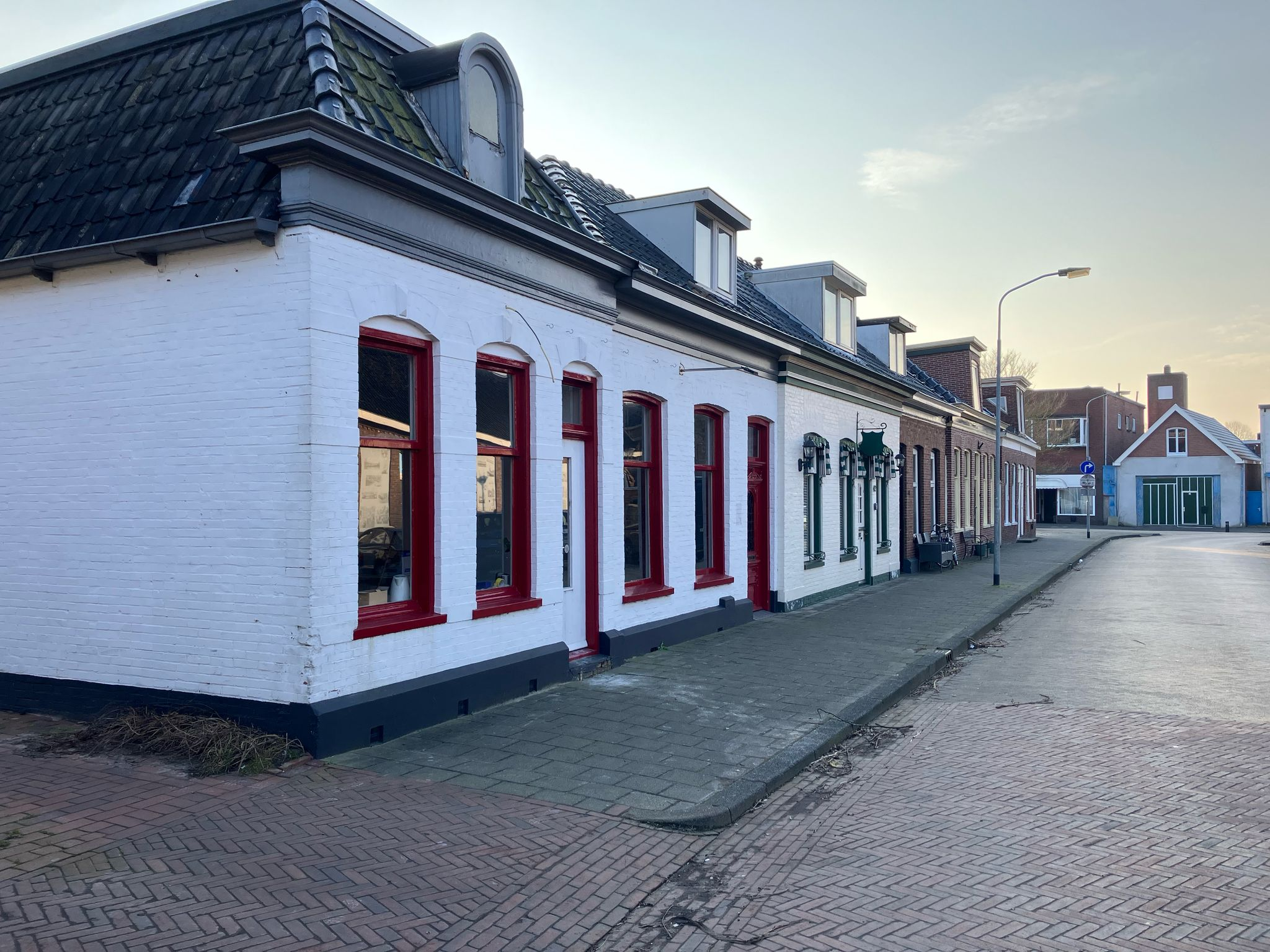
Huizen aan de Schoolstraat in Delfzijl-Centrum.
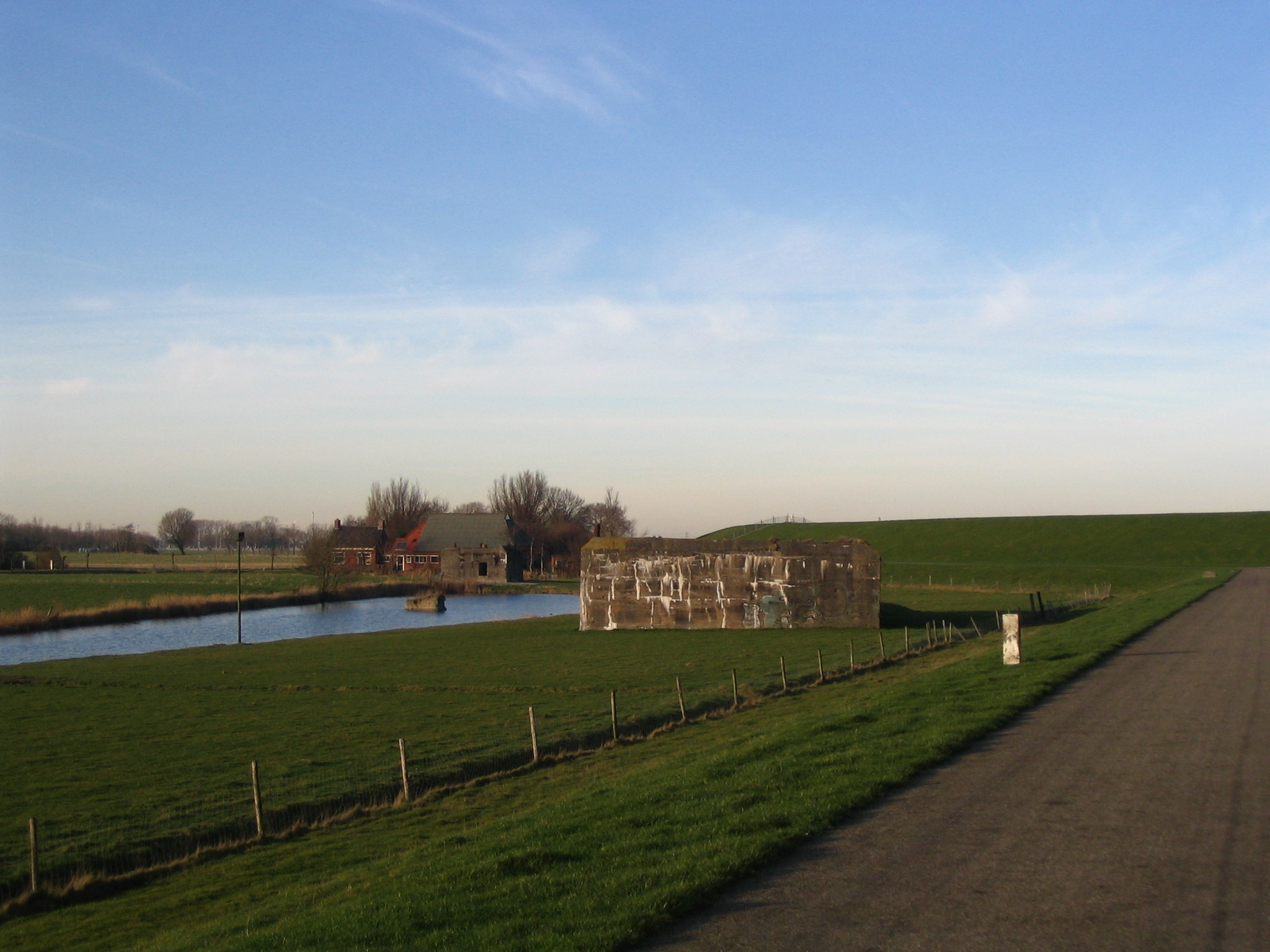
Een bunker uit de Tweede Wereldoorlog.
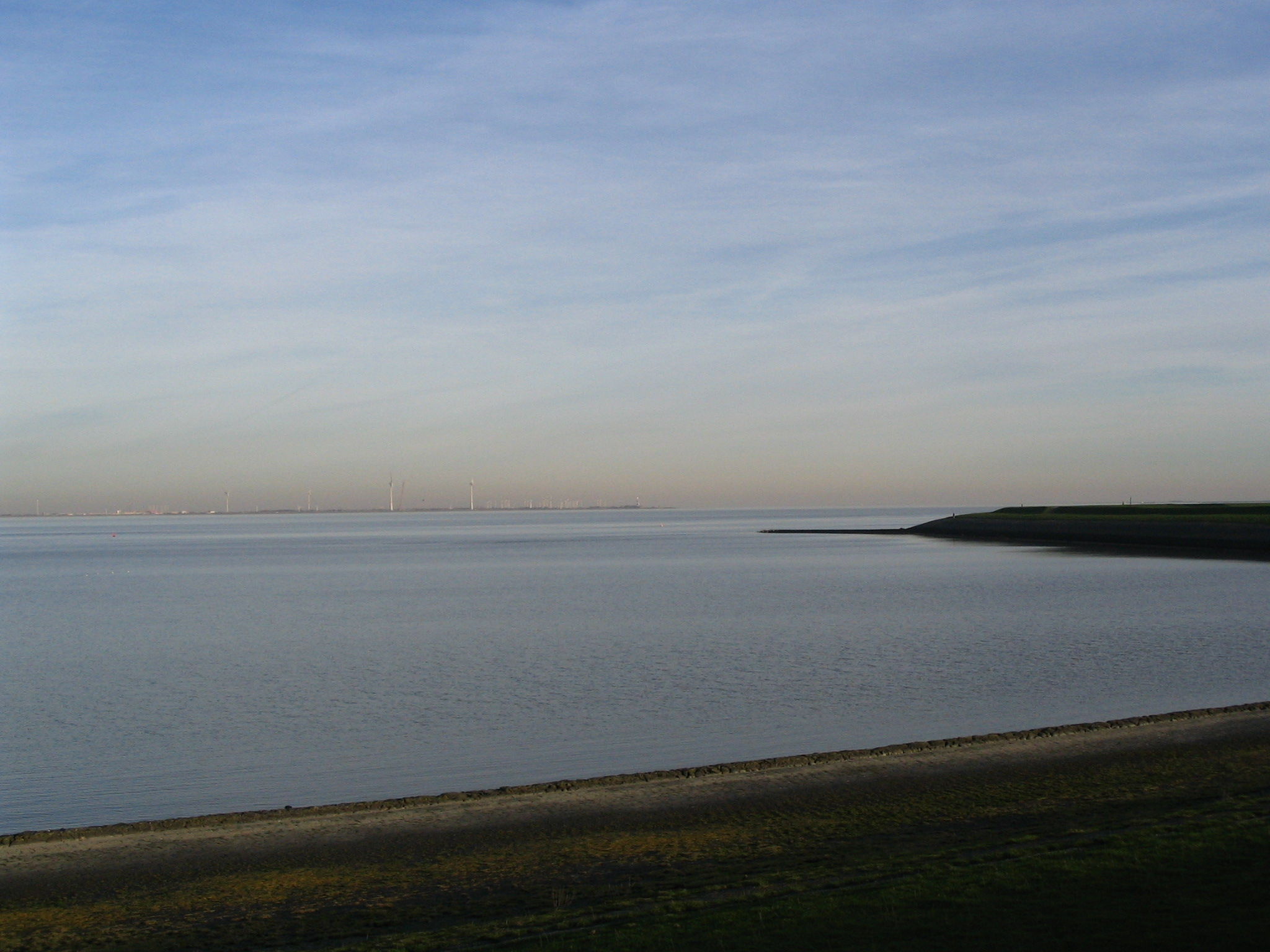
Uitzicht over de Eemsmonding bij Delfzijl.
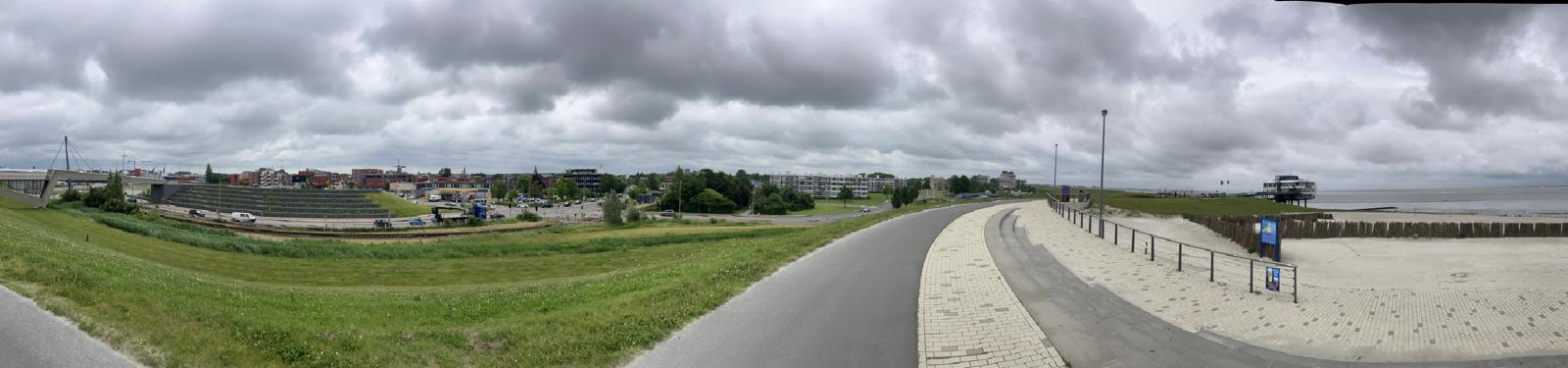
Gezicht over Delfzijl vanaf de dijk bij het stadsstrand.

## Geschiedenis
De stad Delfzijl kent een rijke geschiedenis. Door zijn strategische ligging is Delfzijl meerdere keren strijdtoneel geweest. Zo is dit het geval geweest in de Spaanse Tijd, Franse Tijd en de Tweede Wereldoorlog. 

### Ontstaan en haven
Delfzijl ontstond in de 13e eeuw bij de bouw van een sluis in de Delf, de oude naam voor het Damsterdiep. De naam "Delfzijl" wordt voor het eerst genoemd in een oorkonde van 19 juni 1303. Oorspronkelijk lagen er drie sluizen: Slochterzijl, Scharmerzijl en Dorpsterzijl, die vielen onder het Generale Zijlvest der Drie Delfzijlen. Bewoning van het gebied bestond al langer; in 1982 werd onder de wierde Heveskesklooster ten oosten van Delfzijl een hunebed gevonden, wat duidt op bewoning van het gebied circa 3400 v.Chr. De Romein Plinius de Oudere schreef in de 1e eeuw na Christus in zijn Naturalis historia over het gebied en de bewoners (Chauken), die op hoge terpen woonden en bij hoogwater op zeevarenden leken.
Vanaf de 15e eeuw ontwikkelde Delfzijl zich tot een havenstad. Rond 1400 was er een primitief havenbedrijf voor het overladen van zeeschepen op binnenschepen. In de 16e en 17e eeuw werd Delfzijl een uitwijkhaven wanneer de havens van Holland en Zeeland door oorlogsomstandigheden onveilig waren. Prins Maurits bezocht de haven in 1591 met een vloot van 150 schepen, Piet Hein meerde er later aan met de Zilvervloot, en Michiel de Ruyter kwam er in 1665 met de West-Indische vloot en 30 buitgemaakte schepen.

### Vesting Delfzijl

#### Middeleeuwen
De sluizen van Delfzijl hadden strategisch belang voor waterbeheer en handel. In 1414 bouwde de Oost-Friese krijgsheer Keno tom Broke een versterkt huis in Delfzijl, dat kort daarna werd afgebroken. In 1499 werd een blokhuis gebouwd door graaf Edzard I van Oost-Friesland, maar dit wisselde herhaaldelijk van eigenaar tussen Groningse en Oost-Friese troepen.

#### Tachtigjarige Oorlog
Alva bezocht Delfzijl op 25 juli 1568 na de Zeeslag op de Eems en maakte plannen om de vesting te versterken, maar door verzet uit Groningen werd dit niet volledig uitgevoerd. In 1591 heroverde Prins Maurits bij de inname van Delfzijl de vesting en versterkte deze met vijf bastions en een brede gracht. Op 12-13 februari 1594 mislukte een Spaanse aanval onder Francisco Verdugo om Delfzijl in te nemen.

#### Latere geschiedenis

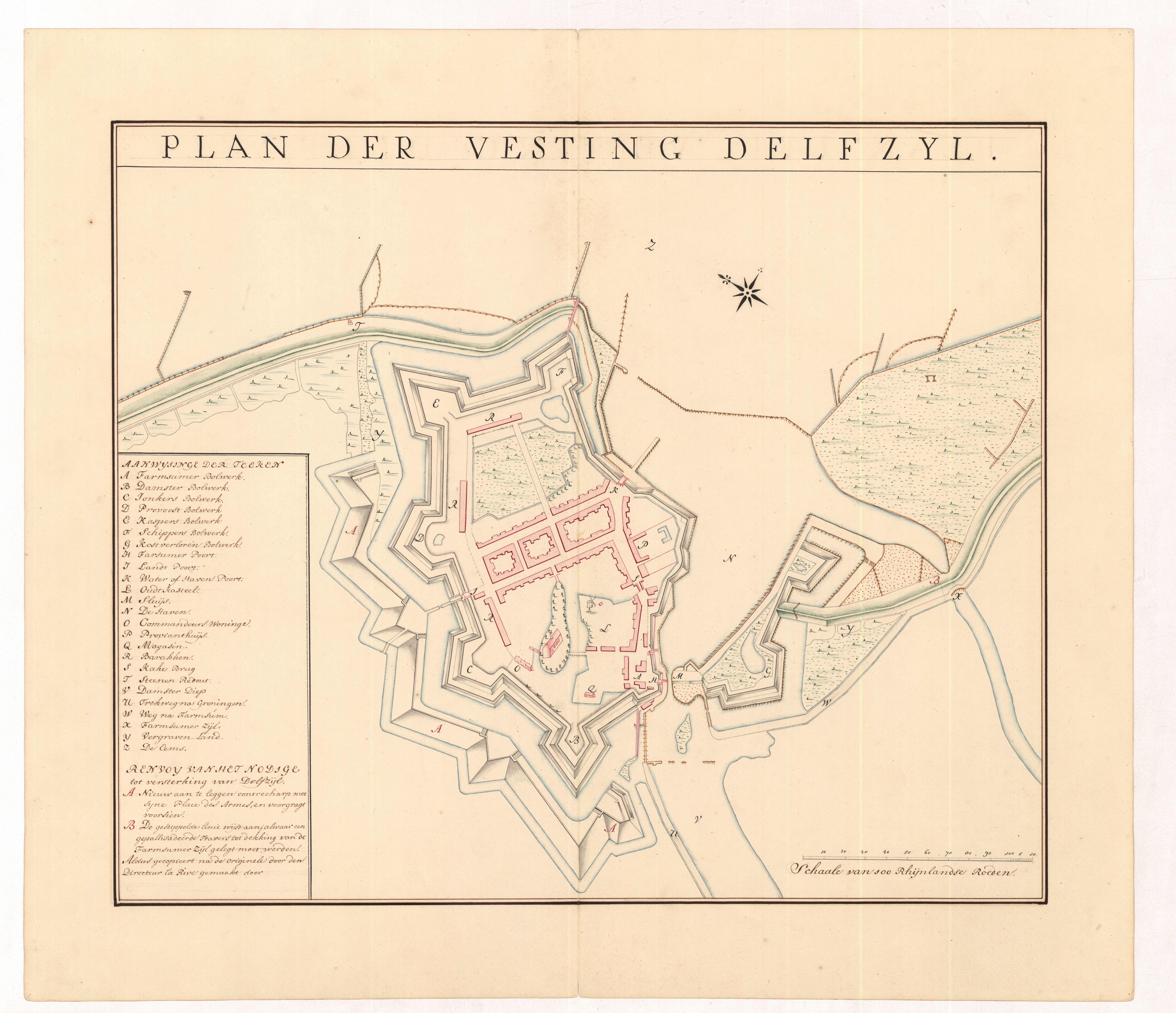
Kaart van de vesting Delfzijl in 1746

In 1665 plande Bernhard von Galen een aanval op Delfzijl, maar hij trok zich terug. In 1672 werd Delfzijl verdedigd door inundatie. De vesting werd in 1696 versterkt door Menno van Coehoorn. In 1833 werd de Waterpoort herbouwd. In 1874 werd de vesting volgens de Vestingwet overbodig verklaard en tussen 1877 en 1886 grotendeels gesloopt.

#### Franse tijd
In 1796 werden vijf batterijen aangelegd ter versterking van de vesting. In 1799 volgde de bouw van een kazerne en de stationering van een bataljon onder leiding van baron Chassé en Cort Heyligers. In 1811 werd Delfzijl een gemeente en werden de vestingwerken uitgebreid met een blokhuis, kazematten en een tweede gracht. Napoleon benoemde Delfzijl in 1812 als strategisch verdedigingspunt. Tot mei 1814 bleef Delfzijl in Franse handen. Tijdens het Beleg van Delfzijl door Kozakken, Pruisen en Nederlandse troepen onder kolonel Marcus Busch leed de omgeving zware schade. Op 23 mei 1814 gaf de Franse bevelhebber Pierre Maufroy de stad over na de officiële bevestiging van Napoleons overgave.

#### Ontwikkelingen buiten de vestingwallen
Vanaf de 19e eeuw groeide Delfzijl als havenstad. De turfvaart leidde tot meer scheepvaartactiviteiten, en de haven werd gebruikt voor de handel in graan, hout, kunstmest en steenkool. In 1884 kreeg Delfzijl een spoorverbinding met Groningen, wat de handel stimuleerde. In 1876 werd het Eemskanaal gegraven, waardoor Delfzijl afgesneden werd van Farmsum, maar een strategischere positie verwierf. In 1888 werden langs de Eems twee vuurtorens gebouwd in Watum (vuurtoren van Watum) en Delfzijl. Vanaf 1903 werden de havenfaciliteiten uitgebreid met stoomkranen en goederenloodsen. In 1910 en 1929 kwamen er nieuwe spoorlijnen, maar deze werden in 1934 en 1941 weer opgeheven.

### Tweede Wereldoorlog
Tijdens de mobilisatie in de jaren 1930 werden kazematten gebouwd bij de haven. Delfzijl werd pas op 11 mei 1940 door Duitse troepen ingenomen. Delfzijl was een steunpunt van de verzetsgroep Zweedse Weg, geleid door dokter Allard Oosterhuis. Vanaf 1943 werd de stad onderdeel van de Atlantikwall, met de bouw van Batterie Nansum in het westen en Batterie Fiemel in het oosten. Tijdens de bevrijding van Delfzijl in april 1945 was Delfzijl een strategisch bolwerk voor de Duitsers. De Canadese troepen leverden zware gevechten om de stad in te nemen. De Duitse verdediging hield stand tot 1 of 2 mei 1945. De binnenstad werd grotendeels verwoest.

### Industriële ontwikkeling
Na de oorlog werd Delfzijl herbouwd. In 1951 werd een zoutdiapier ontdekt bij Westerlee, wat leidde tot de vestiging van chemische industrieën. In 1957 opende de Koninklijke Nederlandse Zoutindustrie een sodafabriek, die de grootste werkgever werd. In 1959 werd Delfzijl aangewezen als ontwikkelingskern. De haven werd uitgebreid, en het industrieterrein Oosterhorn in de Delfzijlster Oosterhoek werd aangelegd. In de jaren 1960 werd Delfzijl-Noord gebouwd, en in 1968 kreeg de stad een ziekenhuis, Delfzicht. De diepzeehaven werd aangelegd, en het Zeehavenkanaal kwam gereed. Voor de industrie moesten de dorpen Weiwerd, Heveskes en Oterdum wijken.

### Economische neergang en bevolkingsdaling
In 1973, bij de voltooiing van de haven, was de economie al getroffen door de oliecrisis. De industriële groei bleef achter, en strenge milieuregels beperkten verdere ontwikkeling. Delfzijl kampte vanaf 1981 met bevolkingskrimp en leegstand in woonwijken. Vanaf 1996 werden 1000 woningen gesloopt, maar leegstand bleef een probleem. In 2010 waren 1200 woningen gesloopt en 450 nieuwe gebouwd. In 2018 sloot het ziekenhuis Delfzicht. Om Delfzijl aantrekkelijker te maken, werd de binnenstad herontwikkeld. Project Marconi creëerde een open verbinding met de haven, een nieuw kweldergebied en herstelde delen van de vestingstructuur. In 2018 werd de Vennenflat gesloopt om ruimte te maken voor deze plannen.

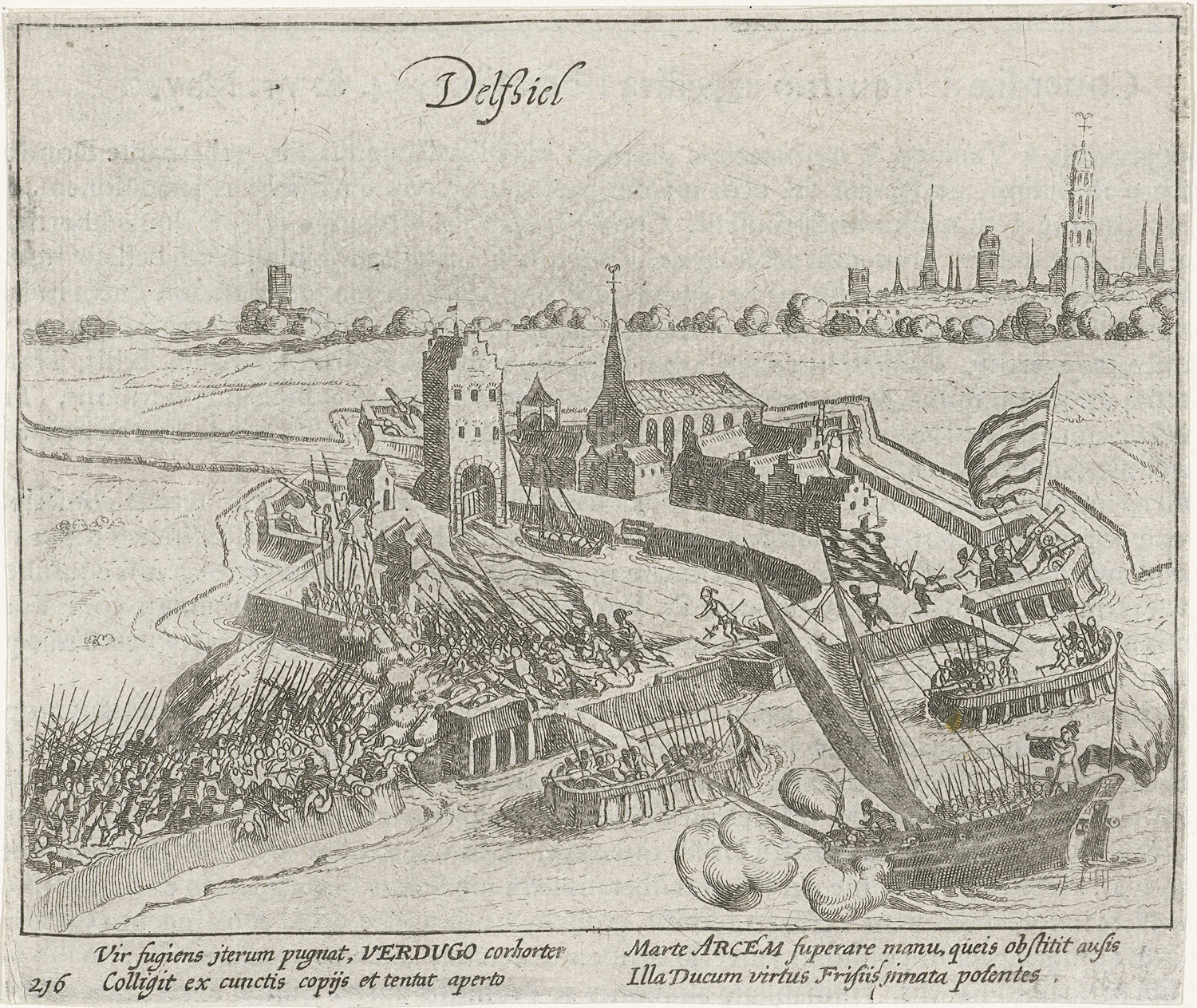
Vergeefse aanval door de Spaanse troepen onder Verdugo in de nacht van 12 op 13 februari 1594.
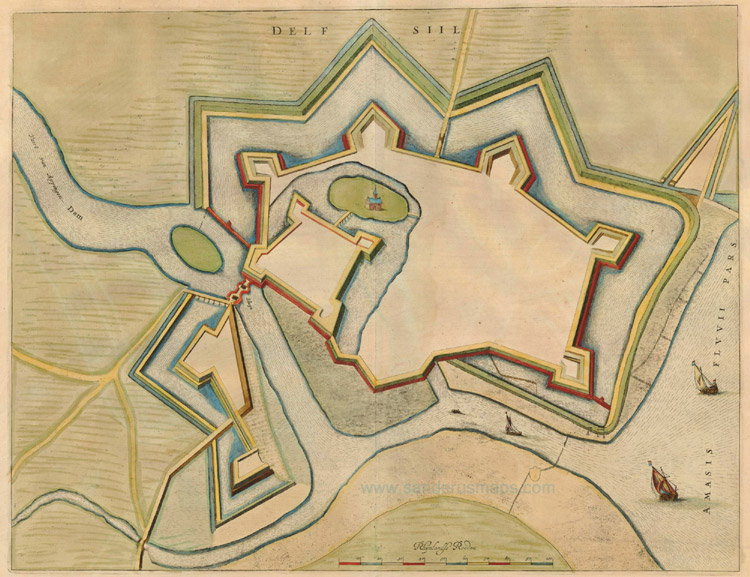
Een 17e-eeuwse plattegrond van de vesting Delfzijl.
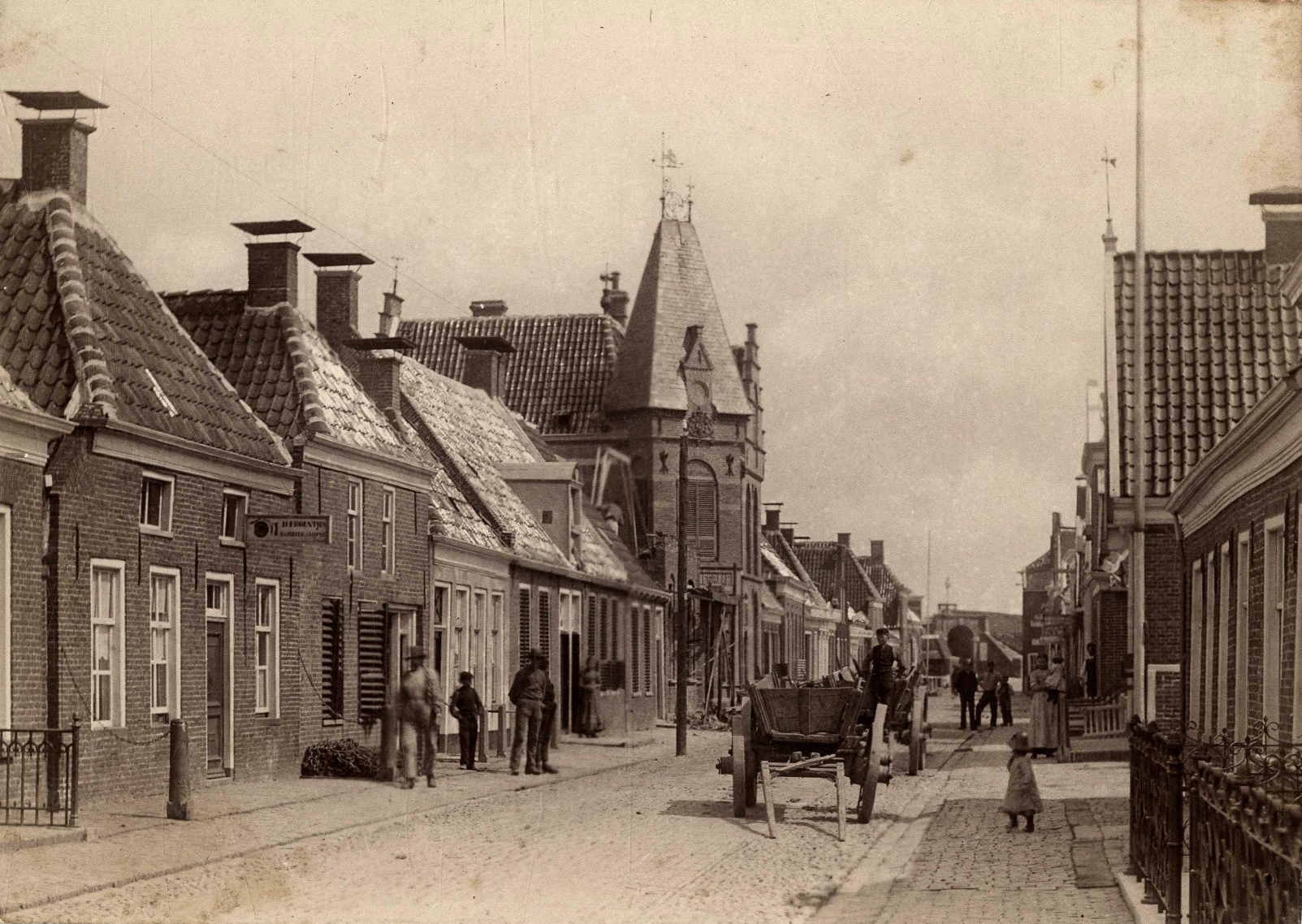
De Waterstraat in Delfzijl rond 1900 met op de achtergrond de Waterpoort. Afgezien van de poort is vrijwel alle bebouwing sindsdien gesloopt om plaats te maken voor nieuwe gebouwen.
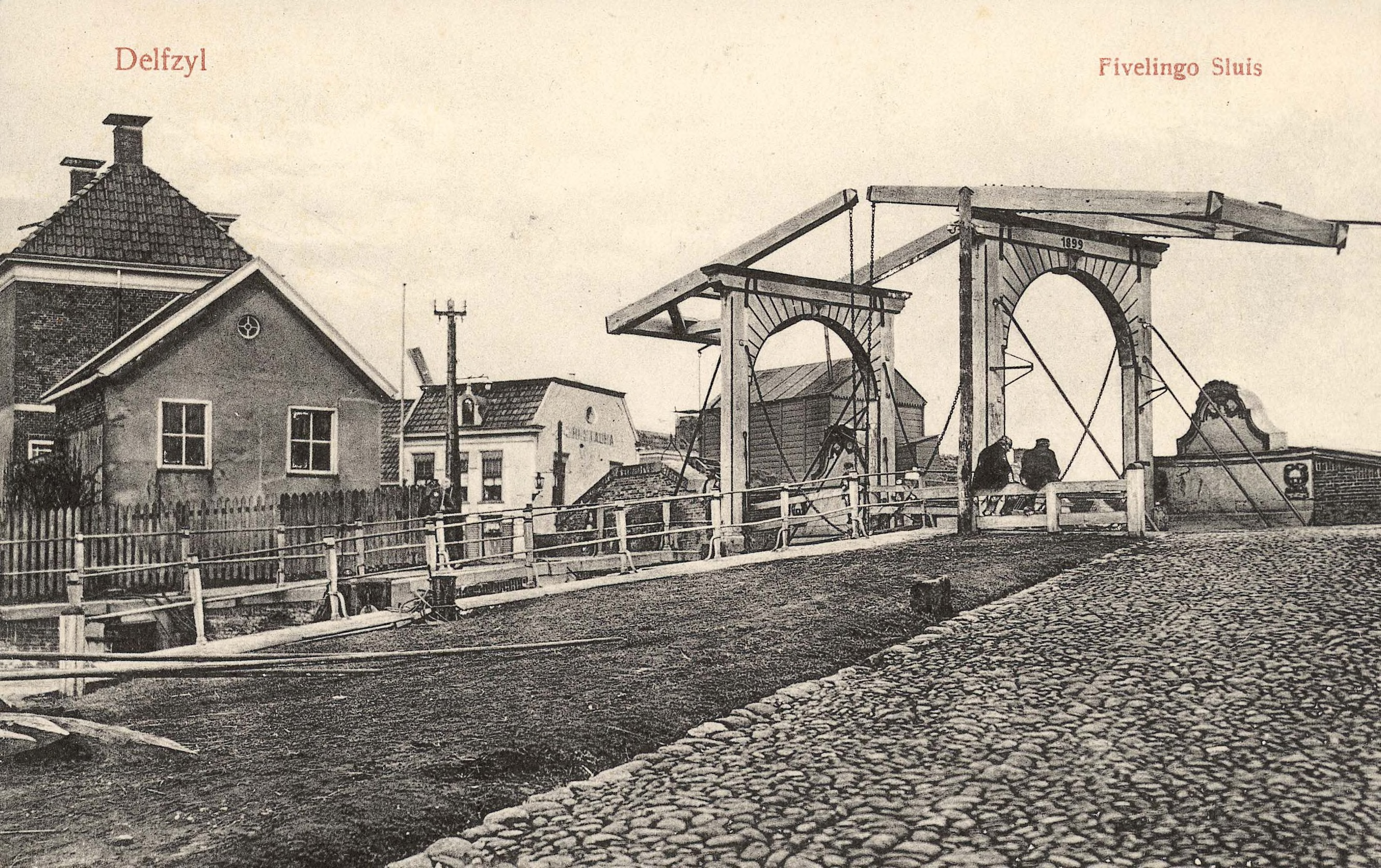
Fivelingo-sluis in Delfzijl omstreeks 1919.
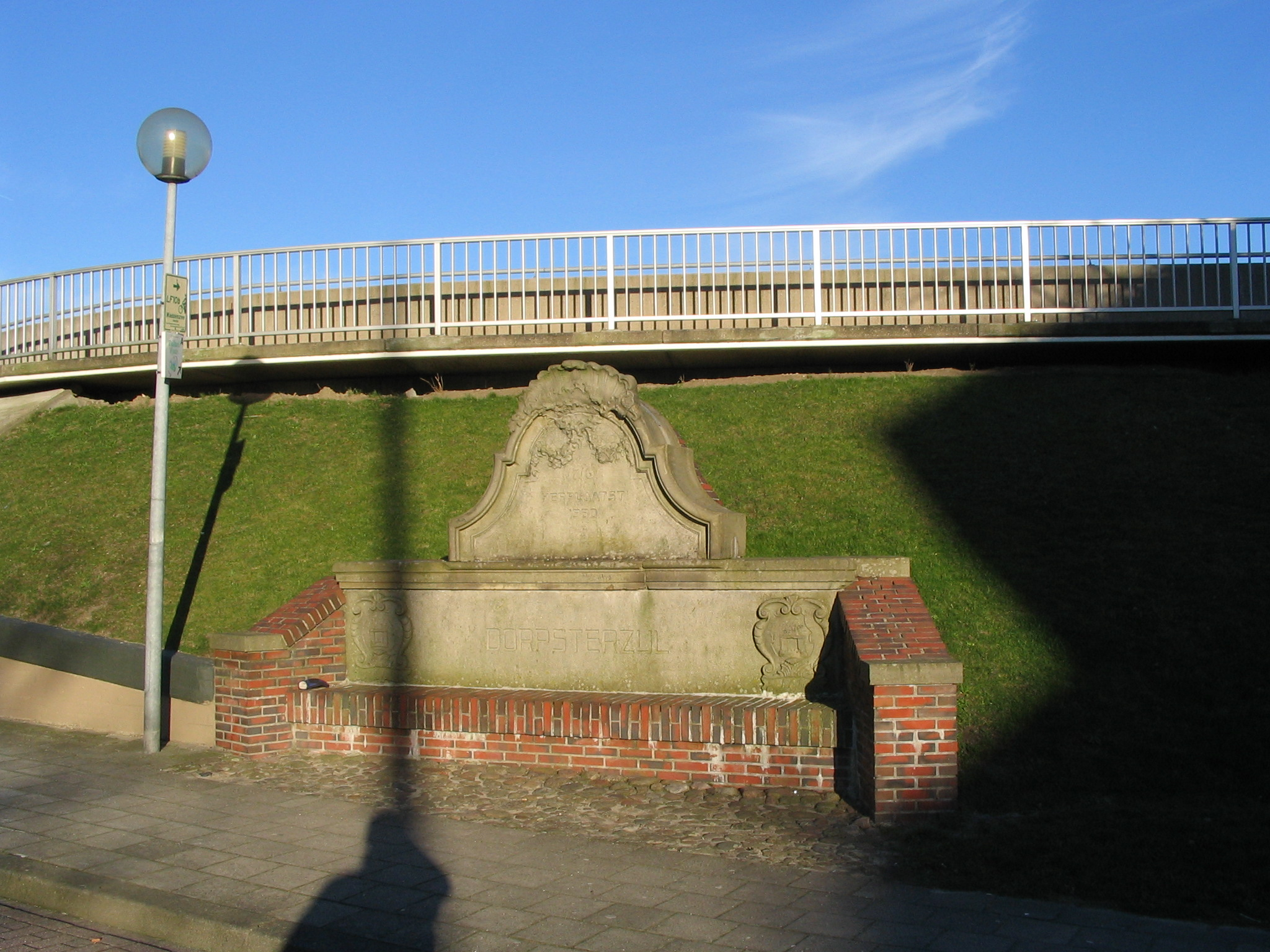
Gedenkteken op de plaats waar de Dorpsterzijl lag.
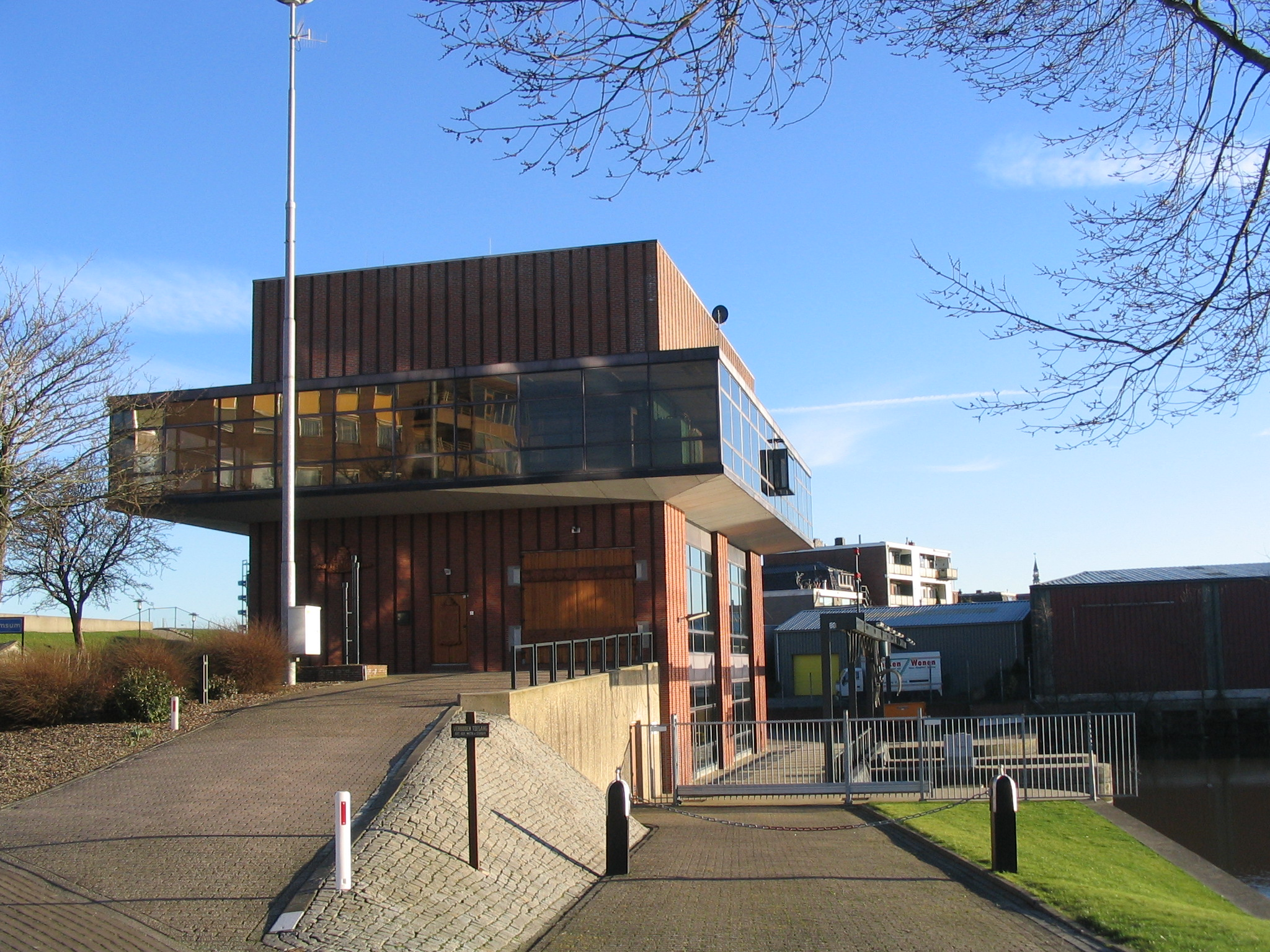
Het gemaal 'De Drie Delfzijlen' ligt nu op de plaats van de drie oude sluizen.

## Wapen
Het wapen van Delfzijl is ontstaan uit een combinatie van de wapens van de diverse, rond Delfzijl liggende, gebieden die allengs in Delfzijl opgingen. De oudste component is de gekroonde harpij. Deze figuur komt eveneens voor op het wapen van Emden, aan de overkant van de Eems. Het is afgeleid van de eens machtige familie Cirksena die vanuit Emden de macht uitoefende over Oost-Friesland. Graaf Edzard I van Oost-Friesland was zelfs een tijdlang (1504-1517) heer van stad en ommeland.

## Cultuur en voorzieningen

### Algemeen
In Delfzijl is sinds 1966 het IVAK ("Instituut Voor Amateuristische Kunstbeoefening", thans "Centrum voor Kunst en Cultuur in Noordoost Groningen") gevestigd. met als doelstelling zo veel mogelijk mensen kennis te laten maken met kunst en cultuur, door lessen, cursussen, optredens, voorstellingen en tentoonstellingen. Verder beschikt Delfzijl over een bibliotheek aan de Oude Schans. Delfzijl beschikt met Omroep Eemsdelta over een eigen lokale omroep. De omroep verzorgt rapportages van lokale evenementen, interviews en live verslaggeving van lokale sportevenementen. 

### Maritieme geschiedenis en evenementen
Delfzijl kent een rijke maritieme geschiedenis. Het hoofdkantoor van Groningen Seaports staat in Delfzijl. Daarnaast zijn er veel rederijen gevestigd, onder meer de rederij Koninklijke Wagenborg en Amasus Shipping. In 2021 kwam de Eemslift Hendrika van de laatstgenoemde reder in het nieuws, omdat het dreigde te vergaan. Ook lagen er lange tijd historische schepen in Delfzijl zoals de P.A. Koerts die in 1954 als jeugdherberg werd ingezet. Anno 2025 ligt dit schip in het Deutsches Schifffahrtsmuseum in de Bremerhaven onder zijn oorspronkelijk naam 'Seute deern'. Een ander bekend historisch schip dat verbonden is met Delfzijl is de Hr.Ms. Bonaire die diende als internaatschip voor de leerlingen van de zeevaartschool. Anno 2025 ligt dit schip in Den Helder. Sinds 1986 is DelfSail een vijfjaarlijks maritiem evenement, waarbij diverse historische zeilschepen (windjammers) de haven aandoen. Dit evenement trekt honderdduizenden bezoekers. Ook het Havenfestival is een maritiem getint evenement en vindt meestal jaarlijks plaats. Er zijn dan verschillende historische schepen te bezichtigen, zoals oude sleepboten en marinefregatten, en het is mogelijk een rondvaart te maken door de haven van Delfzijl. Het havenfestival trekt jaarlijks zo'n 5.000 bezoekers.

### Loodskotter
Rond de eeuwwisseling is in Delfzijl van de voorganger van deze loodskotter een replica gebouwd, de loodskotter Eems No. 1. Aan het eind van de 18e eeuw beschikt Delfzijl over een aantal loodskotters om de loodsen over te kunnen zetten op schepen die de haven aandeden. De oorspronkelijke loodskotter Eems No. 1 verging in de nacht van 19 op 20 maart 1874. De loodskotter is anno 2025 in de vaart en wordt ingezet voor recreatieve tochtjes.

### Uitgaansleven
Delfzijl beschikt over een schouwburg De Molenberg, waar ook de filmliga Eemsmond film vertoont sinds in 1989 de bioscoop gesloten werd. Delfzijl beschikt over een aantal cafés, horecagelegenheden en restaurants. Café Stad en Lande is een van de oudste cafés van de regio. Een andere bekende uitgaansgelegenheid is Grand Café Het Lokaal, dat enkele keren in de Café top 100 heeft gestaan.

### Sport en recreatie
Door de stad loopt de Europese wandelroute E9, ter plaatse ook Noordzeepad of Wad- en Wierdenpad geheten.
In Delfzijl zijn diverse sportclubs gevestigd. Er zijn anno 2024 drie voetbalverenigingen, namelijk NEC Delfzijl, VV Farmsum en zaalvoetbalvereniging v.v. Oosterhoek. Daarnaast zijn er een tennisvereniging, atletiekvereniging, zeil- en roeivereniging, volleybalverenigingen, basketbalvereniging Martial Aristos Combinatie, tafeltennisvereniging, rugbyclub, hockeyclub, ijsvereniging, jeu-de-boulesbaan, Scouting Fivelgroep, modelvliegclub, mountainbikeroute, et cetera.
Ook heeft Delfzijl een aantal muziekverenigingen, waarvan DHO (Delfzijls Harmonie Orkest) het oudste is. Het is opgericht op 30 april 1896. Aan de dijk bij het Eemshotel ligt het strand van Delfzijl. Ook beschikt Delfzijl over twee jachthavens, een motorcrosscircuit en er is een schietbaan. Verder zijn er in de omgeving diverse wandel- en fietsroutes, die vaak voeren langs de historische wierdedorpen. Een voorbeeld hiervan is de Internationale Dollardroute.

### Evenementen
Naast de maritieme evenementen kent Delfzijl de volgende evenementen, waarvan een deel zich afspeelt op en om het water.
- De Pinksterfeesten worden georganiseerd tijdens Pinksteren door de zeil- en roeivereniging Neptunus, met tal van feesten en activiteiten. Tot de hoogtepunten behoren het traditionele sliksleeën (Gronings: Krait'n) in het slik op een drooggevallen stuk van de Eems nabij het strand van Delfzijl, en het traditionele feest op de dijk met op pinkstermaandag optredens van landelijk bekende artiesten. De pinksterfeesten worden traditioneel afgesloten met een groot vuurwerk op de avond van pinkstermaandag.
- Eurocup Delfzijl, is het grootste indoor voetbaltoernooi van Nederland. Het Eurocup Delfzijl evenement vindt plaats in de haven van Delfzijl. Tijdens het toernooi komen o.a. twaalf profclubs uit de wereld naar Delfzijl toe. Daarnaast organiseert het evenement nog veel meer voetbalgerelateerde evenementen. In totaal trekt het 12.000 bezoekers.
- Elk jaar werd er in Delfzijl een Harleydag georganiseerd, waarbij grote aantallen Harley-Davidson-motoren te bewonderen waren op het Molenbergplein. De laatste Harleydag was in 2009.
- Op 1 januari bij hoogwater wordt de traditionele nieuwjaarsduik gehouden op het strand van Delfzijl. Enkele tientallen deelnemers nemen hierbij een duik in de vaak koude Eems vanaf het strand van Delfzijl.

### Voorzieningen
Het Ziekenhuis Delfzicht werd in de jaren zestig gebouwd aan de Jachtlaan in Delfzijl-West, op de plek waar zich vroeger het gehucht Zeshuizen bevond. In de 21ste eeuw waren er veel plannen voor renovatie en nieuwbouw, maar in plaats daarvan werd het ziekenhuis in 2018 gesloten. Het Ommelander Ziekenhuis Groningen in Scheemda werd het aangewezen ziekenhuis voor de agglomeratie Delfzijl-Appingedam. Het vestigde een servicepunt in Delfzijl, waar poliklinische behandelingen worden verricht in een aantal specialismen.

## Gedenktekens en kunst
Voor een lijst van beelden, sculpturen en objecten geplaatst in de openbare ruimte, zie de lijst van beelden in Delfzijl.

### Ede Staal
Op de dijk nabij het in zee gebouwde Eemshotel staat het monument voor de streektaalzanger en -dichter Ede Staal, die een deel van zijn leven in Delfzijl woonde en er begraven ligt. Ede Staal bezong in zijn liedjes vaak dit deel van de provincie Groningen. Een van zijn liedjes gaat over de haven van Delfzijl. Het monument is een 10 meter hoge zuil, is ontworpen door de kunstenaar Chris Verbeek. Op de band rondom staat de tekst van het lied Credo - Mien bestoan van Ede Staal.

### Maigret
De Franstalige Belgische schrijver Georges Simenon verbleef in het interbellum enige tijd met zijn jacht in Delfzijl. Tijdens zijn verblijf bedacht hij het romanpersonage Maigret (politieman en detective). De roman Crime en Hollande (Misdaad in Holland; Maigret in Holland) speelt zich af in Delfzijl. Naast het Damsterdiep in Delfzijl-West staat een standbeeld van Maigret, gemaakt door Pieter d'Hont. Het werd in 1966 door Simenon onthuld.

### Loodsenmonument
Op de dijk nabij het strand staat het Loodsmonument. Het werd op 21 oktober 1922 onthuld naar aanleiding van de ramp in oktober 1921 waarbij tijdens een zware storm de loodsschoener Eems No. 2 met de voltallige bemanning verging. Het monument is geplaatst ter nagedachtenis aan alle sinds 1872 omgekomen loodsen uit Delfzijl.

### Monument voor Oterdum
Het Monument voor Oterdum uit 1978 van de kunstenaar Thees Meesters staat in de Delfzijlster Oosterhoek op de dijk op de plek van het voormalig dorp Oterdum, dat in de jaren zestig en zeventig moest wijken voor de vergroting van de zeedijk tot deltahoogte, tegelijk met voorgenomen uitbreiding van de haven van Delfzijl en de industrie. In 2011 werd het beeld geroofd door bronsdieven. Er staat sinds 2013 een replica van kunststof.

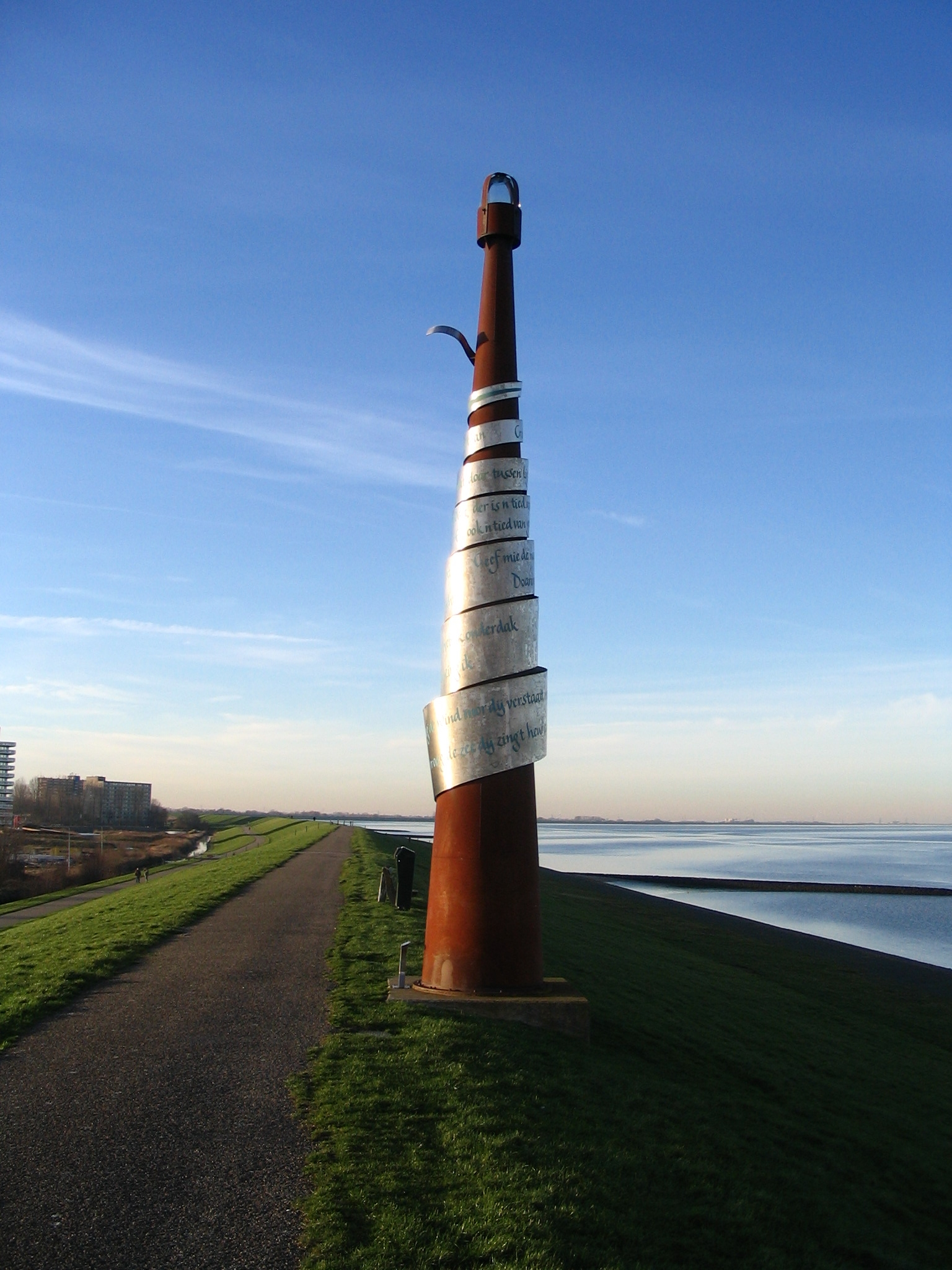
Het monument voor Ede Staal
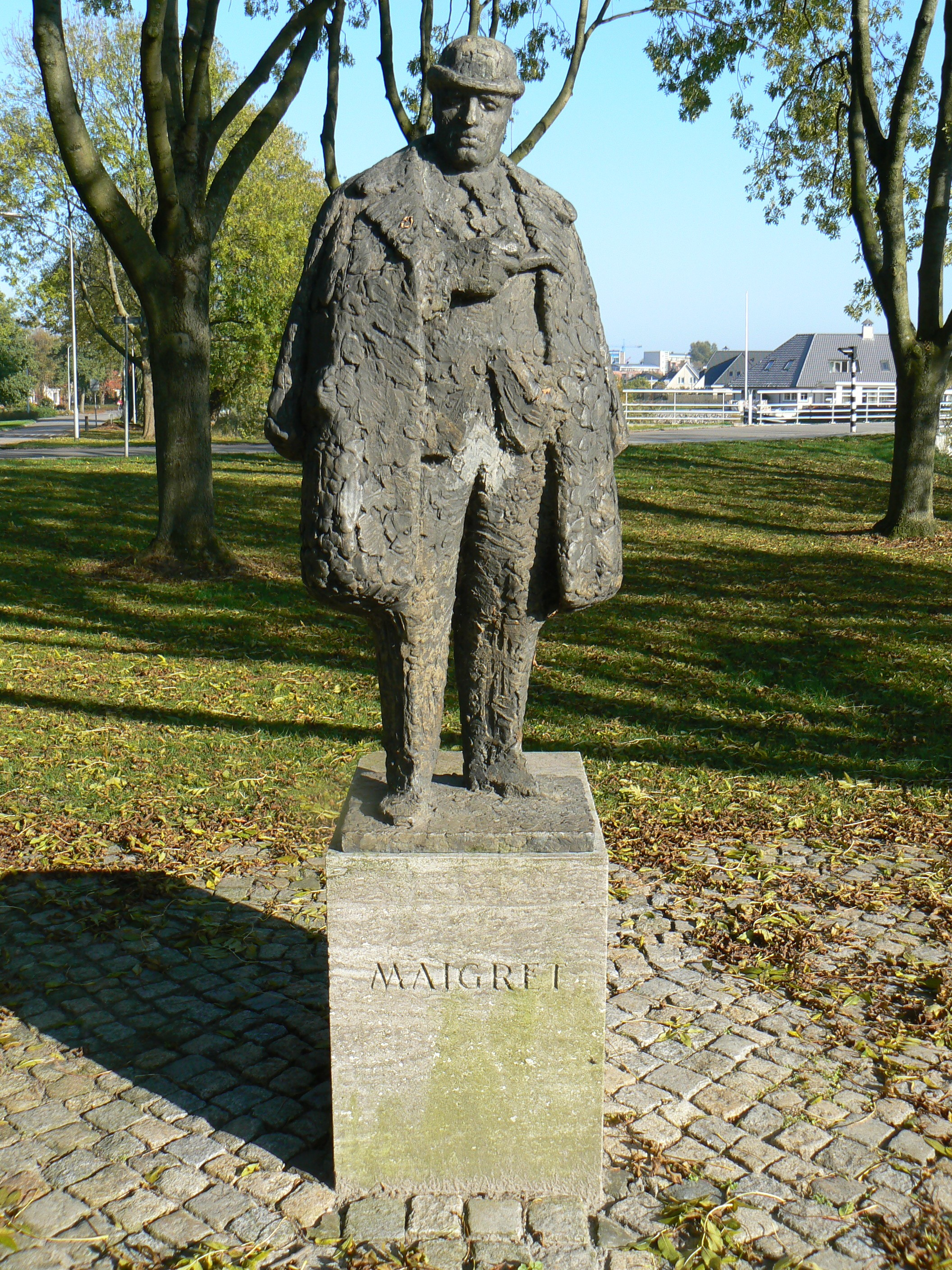
Het standbeeld van Maigret aan de Rijksweg
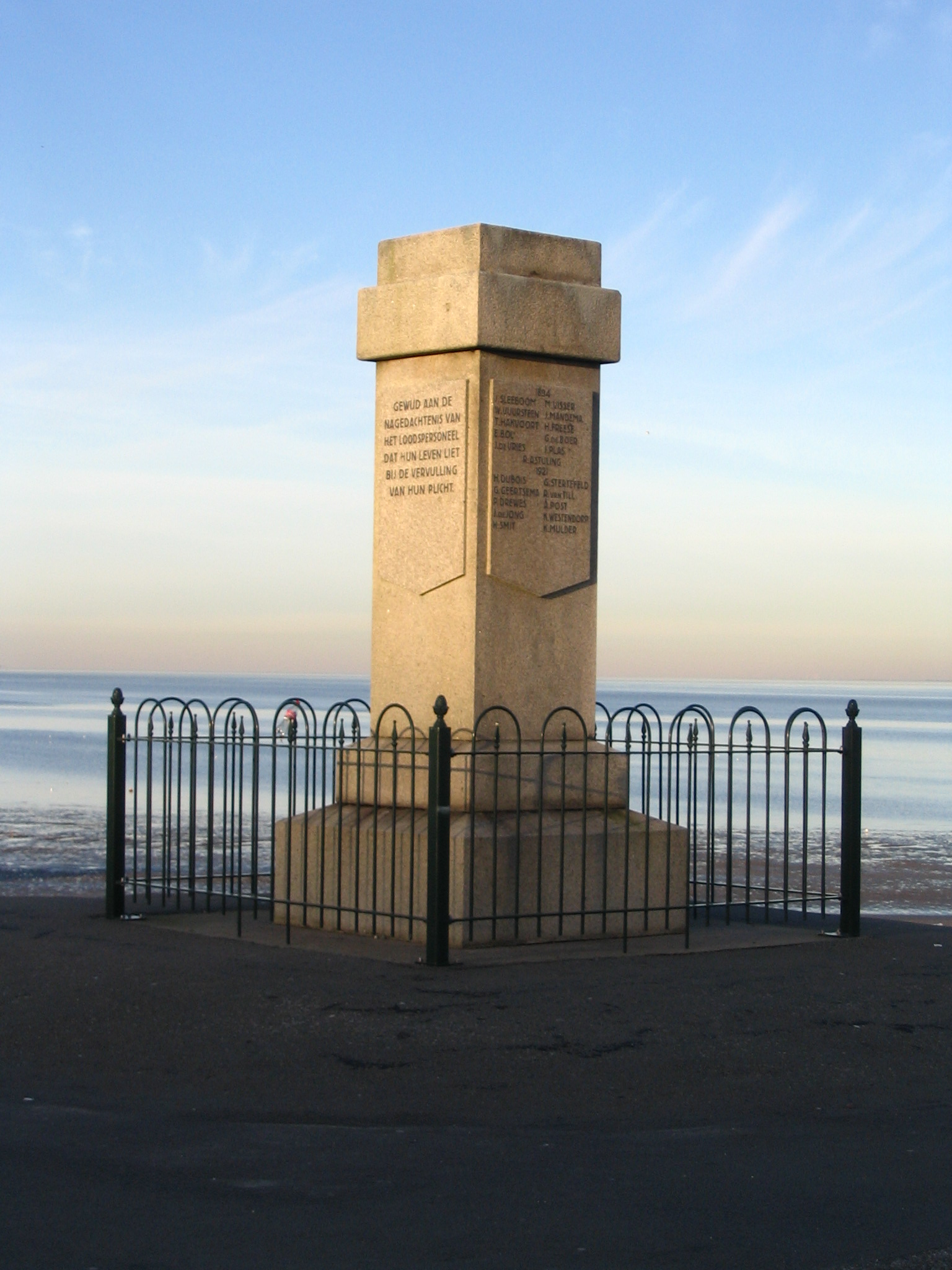
Het loodsmonument op de dijk
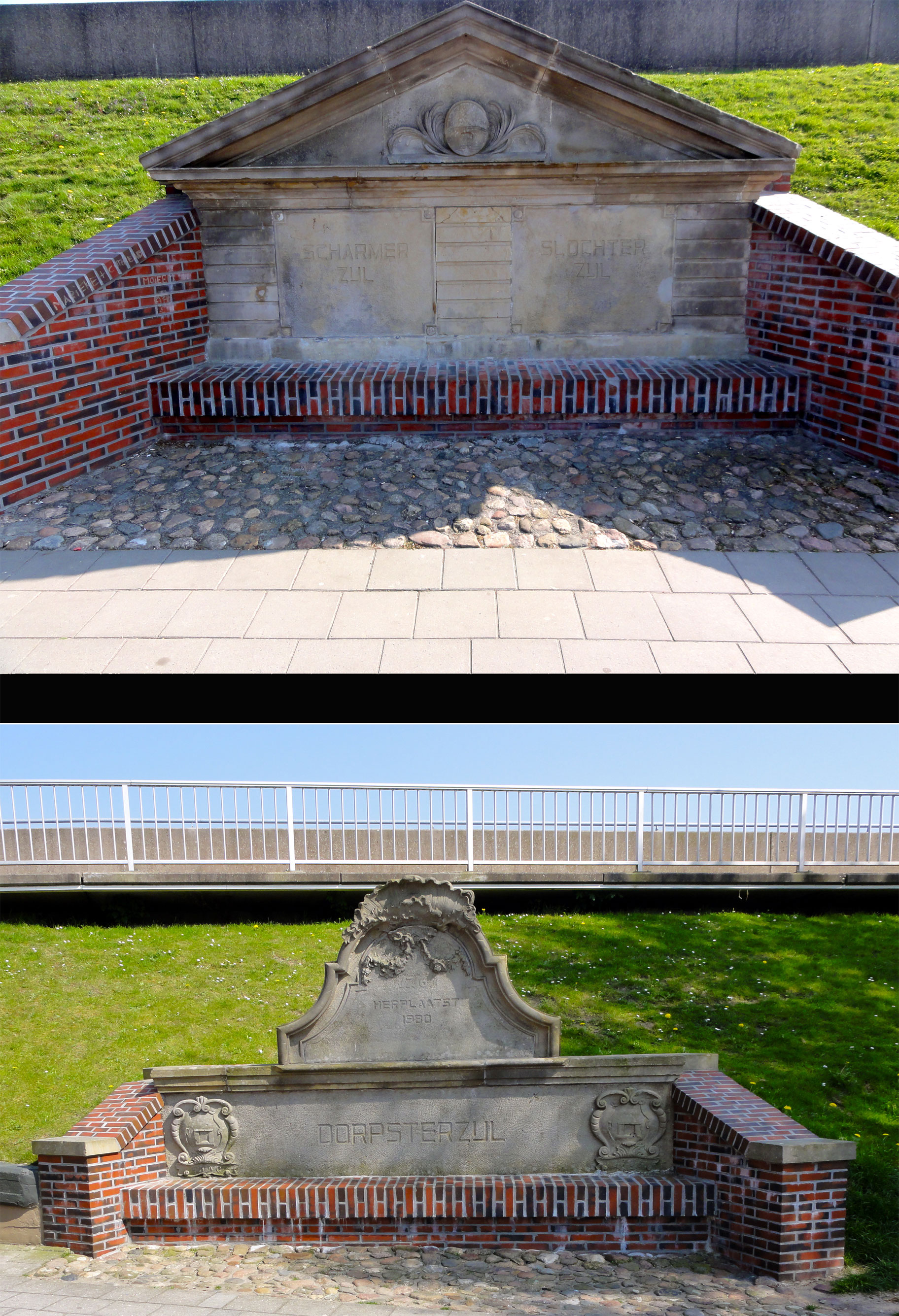
Monument op de plek waar de drie zijlen lagen
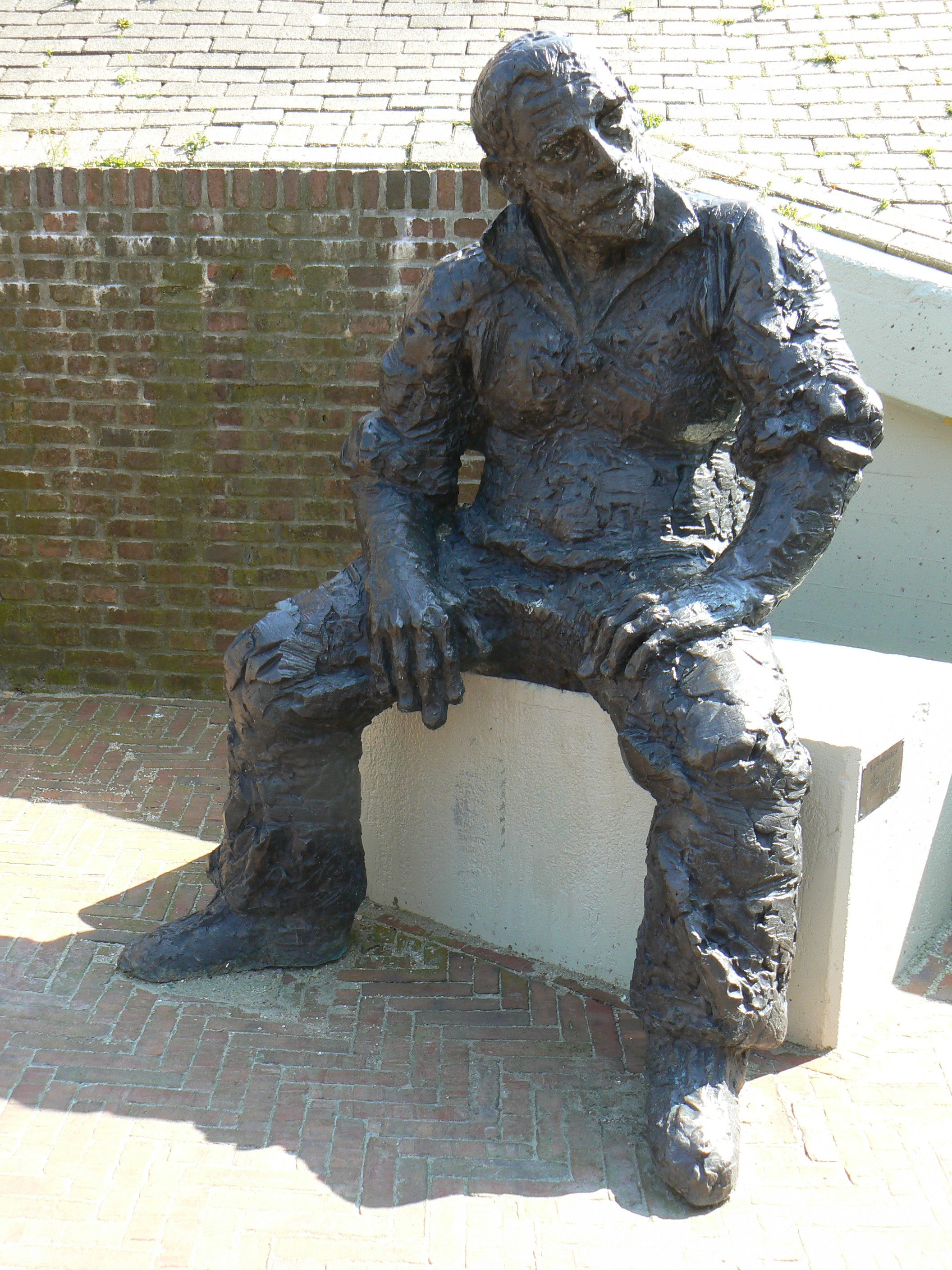
Standbeeld Bootwaarker bij de Grote Waterpoort
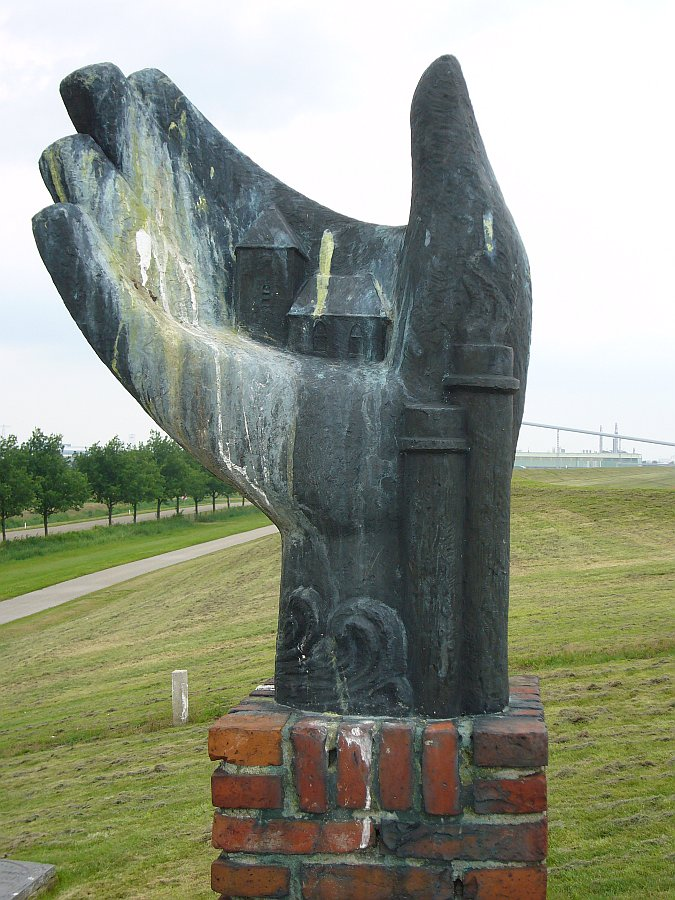
Het Monument voor Oterdum op de dijk. Op de achtergrond de industrie (2007).

## Bekende Delfzijlsters

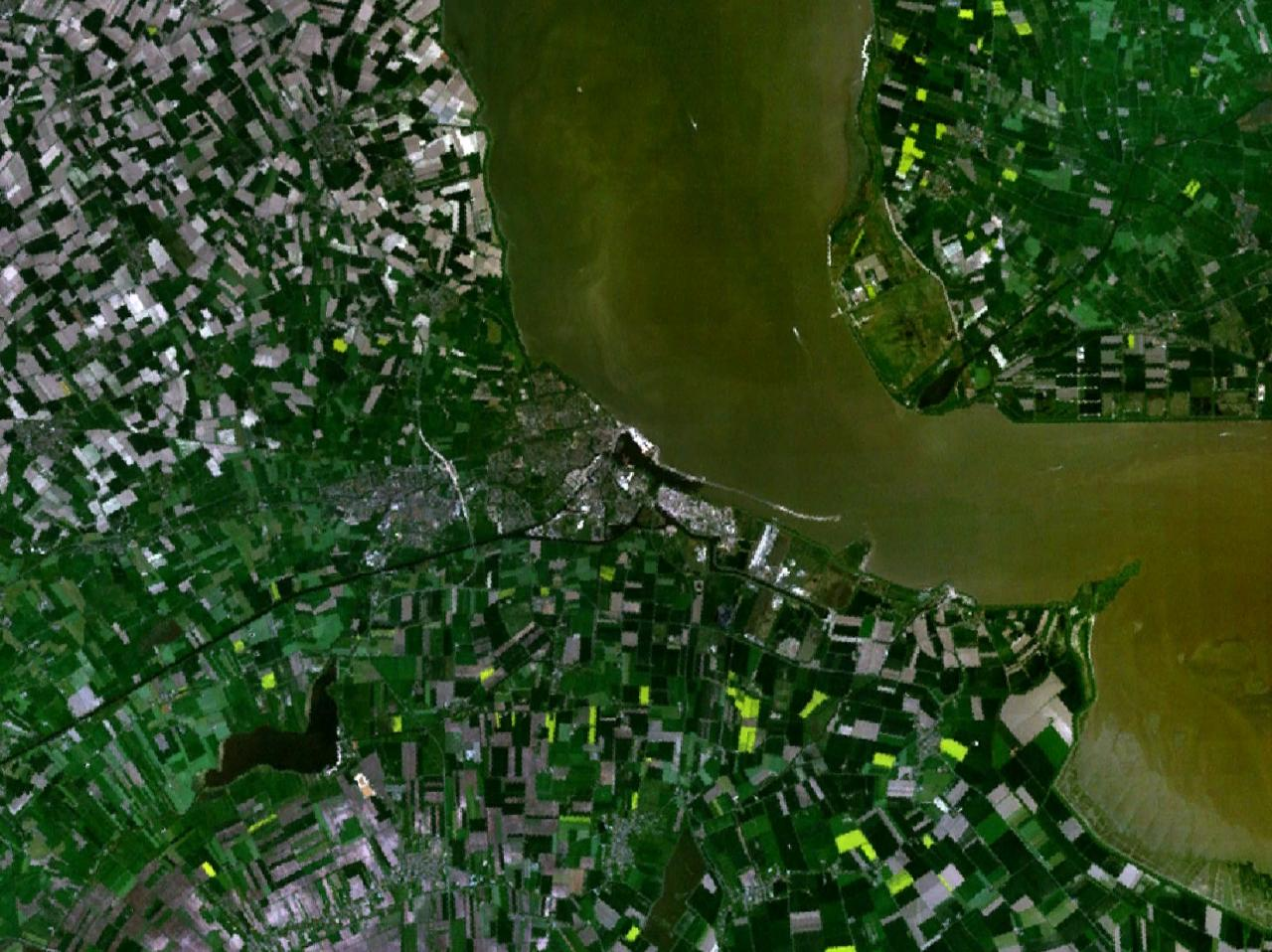
Satellietfoto Delfzijl en omgeving

### Geboren of woonachtig geweest
- Berend Wichers (1790-1876), Thorbeckiaans politicus
- Egbert Wagenborg (1866-1943), scheepsbouwer, oprichter van rederij Wagenborg
- Allard Oosterhuis (1902-1967), verzetsstrijder tijdens de Tweede Wereldoorlog
- Steven Barends (1915-2008), pseudoniem van schrijver Samuel Barends
- Piet Vink (1927-2002), PvdA-politicus, wethouder en locoburgemeester van Den Haag
- Wim Vuursteen (1928-2005), VVD-politicus, burgemeester van Oosterhesselen, Zuidwolde en Vledder
- Willem Tuik (1928-1995), ARP/CDA-politicus, burgemeester van Mijnsheerenland, Westmaas en Brederwiede
- Bonno Spieker (1935-2017), PvdA-politicus
- Jan Huberts (1937-2016), motorcoureur en eerste Nederlandse Grand Prix-winnaar
- Ede Staal (1941-1986), zanger en dichter
- Hans van Zon (1942-1998), seriemoordenaar
- Geert-Jan Laan (1943-2023), (onderzoeks)journalist
- Ivo Opstelten (1944), VVD-politicus, burgemeester van Delfzijl, Utrecht, Rotterdam, Minister van Veiligheid en Justitie
- Trix van der Kluit-de Groot (1945), VVD-politica, burgemeester van Brielle, Woerden, Bergschenhoek en Nederlek
- Aafke Steenhuis (1946), schrijfster, schilderes en tekenares
- Johan Groenewold (1946-2009), binnenvaartondernemer
- Jan Huisman (1949), politicus, wethouder van Delfzijl
- Fokko Tiemen Oldenhuis (1950), jurist en bijzonder hoogleraar
- Annemarie Jorritsma (1950), politica, burgemeester van Delfzijl (waarnemend), Minister van V&W, Minister van EZ, vicepremier
- Menko Jan de Boer (1951), cardioloog
- Emme Groot (1956), PvdA-politicus, burgemeester van Appingedam en Delfzijl
- Anne Vegter (1958), dichteres en schrijfster
- Pieter Smit (1963-2018), D66-politicus, burgemeester van Oldambt
- Jos Everts (1964), triatleet
- Ingrid van Engelshoven (1966), D66-politica, minister van Onderwijs, Cultuur en Wetenschap
- Ronald Ohlsen (1968), schrijver
- Cora-Yfke Sikkema (1970), GroenLinks-politica, burgemeester van Oldambt
- Marcel Roode (1971), voetballer van FC Groningen
- Linda Moes (1971), zwemster
- Jan Boven (1972), wielrenner
- Bob Mulder (1974), voetballer
- Janine Abbring (1976), presentatrice
- William Huizinga (1977), meteoroloog
- Florentijn Hofman (1977), kunstenaar
- Eske van Egerschot (1977), VVD-politica
- Hans Broekhuizen (1978), CDA-politicus, burgemeester van Twenterand
- Ilona Jense-van Haarst (1979), VVD-politica, burgemeester van Hulst
- Loes Markerink (1985), wielrenster
- Mart Dijkstra (1990), voetballer
- Marieke de Boer (1992), voetbalster
- Tolgahan Çiçek (1995), voetballer
- Daniël van Kaam (2000), voetballer
- Joël van Kaam (2002), voetballer

## Geografie

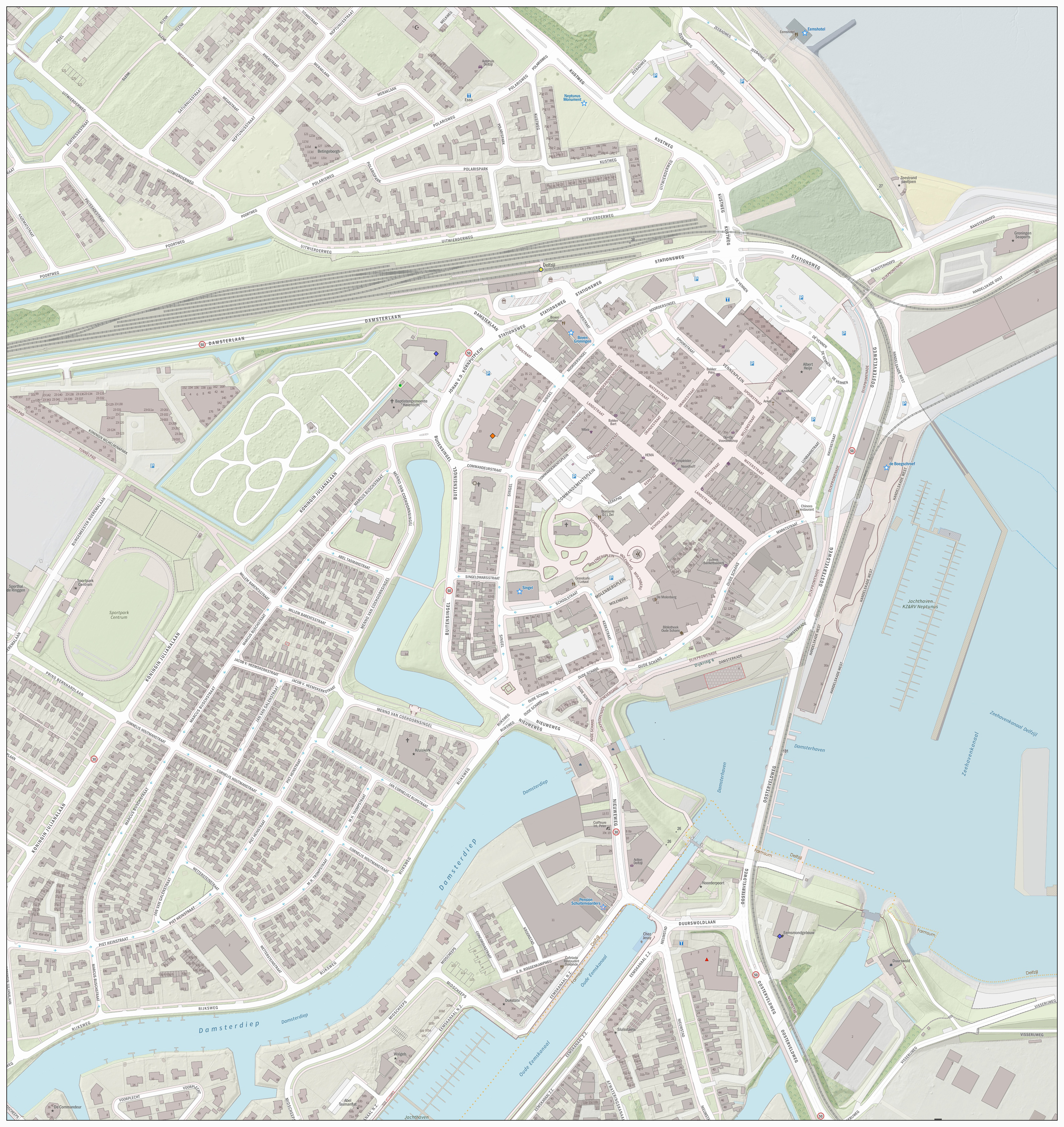
Kaart van het oude centrum van Delfzijl

### Wijken in de stad Delfzijl
De stad Delfzijl bestaat uit de volgende buurten en wijken:
| Wijk           | Buurten |
| -------------- | --- |
| Centrum        | De Vennen, Kostverloren |
| Delfzijl-West  | Oud West (over de gracht), West 1 (scheepvaartbuurt), West 2 (steenbakkersbuurt), Tuikwerderrak en Bosplan Tuikwerderrak, Park Delfzicht.            |
| Delfzijl-Noord | Kwelderland, Vestingbuurt, Schrijversbuurt, Landenbuurt, Bornholm, Rif- en Zandplatenbuurt, Polarisbuurt en Biessumerwaard                           |
| Fivelzigt      | Bestaande uit de buurten Fivelzigt, Fivelmonde en Dethmerseiland.                                                                                    |
| Tuikwerd       | Tuikwerd, Vliethoven, Oogstbuurt, Vogelbuurt, De Rietkampen en Kruidenoever                                                                          |
| Farmsum        | Hoewel Farmsum een zelfstandige kern is zijn er buurten die liggen ingeklemd tussen Delfzijl en Farmsum. Dit zijn Nieuwstad, Doklanden en Kroonstad. |

### Parken en natuurgebieden
In Delfzijl-West lig het Wilhelminapark, vernoemd naar de voormalig koningin. Het park beschikt over een hertenkamp, speeltuin en een bewegingstuin en is aangelegd in de stijl van een Engelse tuin. In dezelfde wijk ligt het Bosplan Tuikwerderrak, een aangelegd park langs het Damsterdiep. Delfzijl-Noord beschikt over een stadspark in het midden van de wijk. Aangrenzend aan deze wijk, nabij het wierdedorp Biessum, ligt het natuurgebied Biessumerbos.

## Economie en energie
Delfzijl is de op vijf na grootste havenstad in Nederland. Scheepswerven in de stad zijn Nautisch Centrum Delfzijl en Niestern Sander. Chemiepark Delfzijl is qua grootte het tweede chemie industriegebied van Nederland. Zeventien procent van de totale landelijke werkgelegenheid in de chemie bevindt zich in Delfzijl. Fabrieken waren of zijn onder andere Aluminium Delfzijl (ALDEL) (als Klesch Aluminium Delfzijl in 2017 failliet gegaan), Akzo, NKF en Dow Chemical. Bij Akzo wordt vrijkomend waterstofgas via brandstofcellen in elektriciteit omgezet. Ook wordt er grondstof voor de supersterke Twaron-vezel gemaakt. In 2006 werd in Delfzijl de eerste biomethanol fabriek ter wereld geopend. 
In 2016 werd gestart met de aanleg van een zonnepark. Havenbedrijf Groningen Seaports, projectontwikkelaar Sunport Energy en de Duitse financier en bouwer Wirsol gaan in de zuidwestelijke hoek van het Delfzijlse havengebied ongeveer 123.000 zonnepanelen plaatsen. Deze komen op een terrein ter grootte van zestig voetbalvelden en wordt daarmee het grootste van Nederland. Het park vergt een investering van 30 miljoen euro. Als de bouw volgens plan verloopt, zal eind 2016 de zonnestroom aan de industrie in de regio Eemsdelta worden geleverd.
Bij Delfzijl verrezen in 2015-2017 drie windmolenparken: Windpark Delfzijl Noord, Delfzijl Midden en Delfzijl Zuid. Er wordt energie geleverd aan onder meer het datacenter van Google in de Eemshaven. Het totale vermogen van Windpark Delfzijl Noord (dat niet in of bij Delfzijl-Noord ligt, maar bij de Bocht van Watum en het industriegebied Oosterhorn) is 62,7 megawatt. Het bestaat uit 19 windturbines.

## Bevolking
De stad Delfzijl is een van de plaatsen in Nederland die het meest te maken hebben met bevolkingsdaling. In 1981 bereikte het inwonertal een hoogtepunt, daarna werd een dalende trend in gang gezet. Hieronder de ontwikkeling van de bevolking van de stad Delfzijl.
| Bevolkingsontwikkeling plaats tussen 1795 en 2024 |
| ------------------------------------------------- |
|                                                   |
| Bron: Volkstellingen en CBS. ■ Inclusief Farmsum  |

## Verkeer en vervoer

### Wegen
Een aantal hoofdwegen verbindt Delfzijl met andere plaatsen:
- N33 Eemshaven - Delfzijl - Assen
- N360 Delfzijl - Groningen
- N362 Delfzijl - Scheemda
- N992 Delfzijl - Woldendorp
- N997 Delfzijl - Losdorp

### Wateren

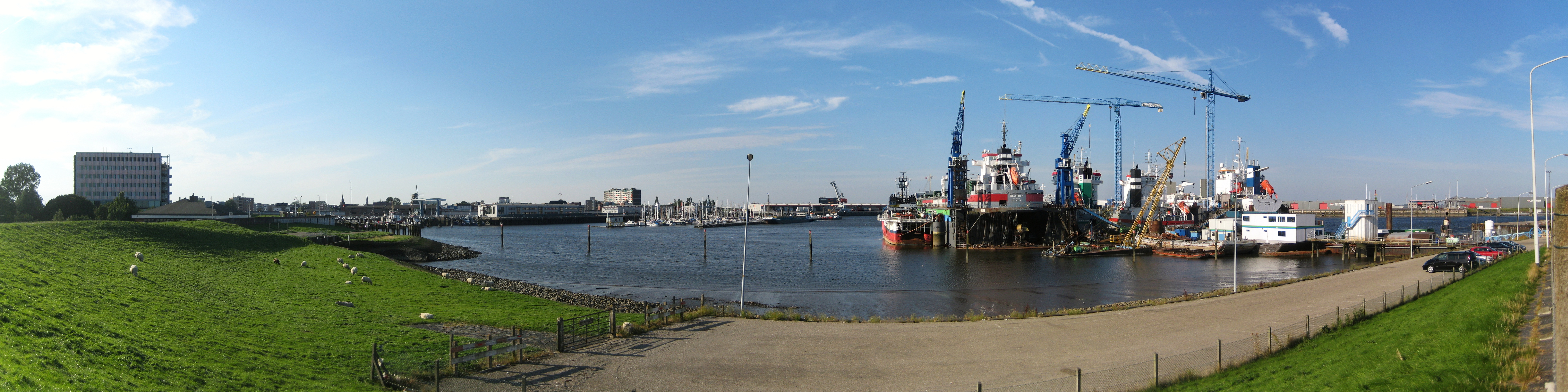
Het westelijke deel van de haven van Delfzijl in 2012

Delfzijl ligt aan een knooppunt van verschillende waterwegen. De belangrijkste is de Eemsmonding, de benedenloop van de Eems, waarmee de stad rechtstreeks verbonden is met de Noordzee.
Via de Eems grenst Delfzijl rechtstreeks aan Duitsland. Nederland verschilt met Duitsland van mening over de loop van de zeegrens door de Eems vanaf de Dollard. Ook wel de Eems-Dollardkwestie genoemd. Volgens de Nederlandse opvatting loopt die grens vanaf Nieuwe Statenzijl recht naar de Eems om daar het midden van de stroom te volgen. De grens snijdt hierbij de Geisedam, een leidam van de Eems. Volgens de Duitse opvatting is het Nederlandse deel kleiner en volgt de grens in de Eems de laagwaterlijn aan de Nederlandse kant. Zo liggen naar Duitse opvatting kleine delen van de havenpieren van Delfzijl eigenlijk in Duitsland.
Het Damsterdiep (in vroeger tijden ook wel Delf genaamd) loopt van Groningen naar Delfzijl en mondt daar uit in de Eems. Het wordt vrijwel alleen nog gebruikt voor pleziervaart. De Uitwierdermaar mondt bij Delfzijl uit in het Damsterdiep.

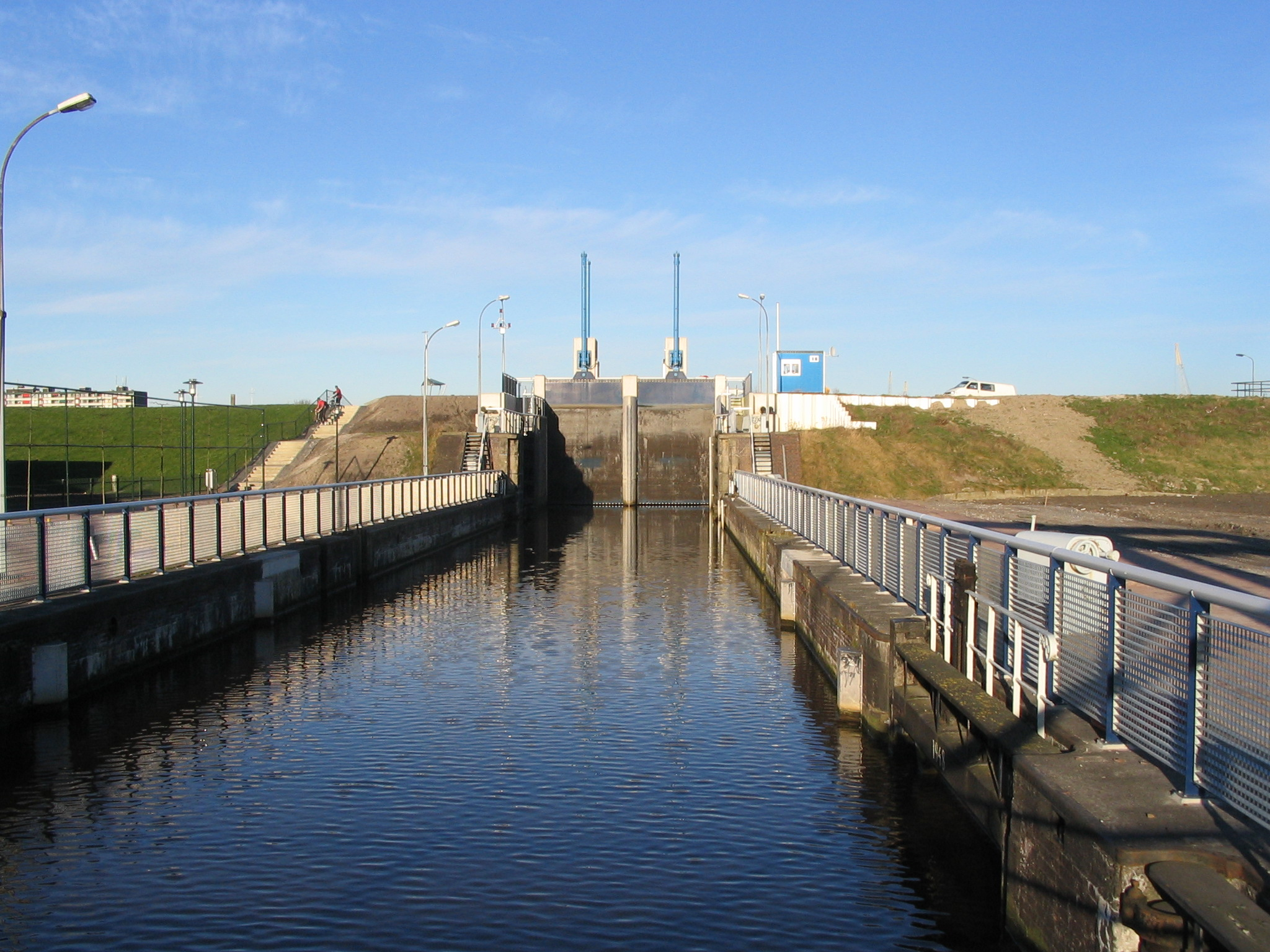
De sluis in het oude Eemskanaal

Ook het Eemskanaal, een belangrijke binnenvaartroute, loopt van Groningen naar Delfzijl. Dit is onderdeel van de Hoofdvaarweg Lemmer-Delfzijl. Het kwam in 1876 gereed. In de jaren 60 is een nieuwe aftakking gegraven naar de Eems, met daarin grotere sluizen. Via deze aftakking komt men in zowel de Farmsumerhaven als de Oosterhornhaven. De nieuwe sluizen komen uit in de buitenhaven van Delfzijl. Via de oude loop van het Eemskanaal is het niet meer mogelijk in de Eems te komen. De sluis is een schutsluis geworden. In de originele loop van het Eemskanaal, in de volksmond ook wel "Oude Eemskanaal" genoemd, ligt de jachthaven Het Dok. Ook staat het door middel van sluizen in verbinding met het Damsterdiep, het Termunterzijldiep en het Schildmeer.
In Farmsum loopt het Afwateringskanaal van Duurswold. Dit kanaal werd gegraven om de afwatering uit het Oldambt te kunnen waarborgen. Het wordt doorsneden door de later afgegraven aftakking van het Eemskanaal en is daardoor niet meer bevaarbaar.

### Openbaar vervoer
Delfzijl heeft twee stations aan de spoorlijn Groningen - Delfzijl, te weten Delfzijl en Delfzijl West. De spoorlijn behoort tot de Noordelijke Nevenlijnen en wordt geëxploiteerd door Arriva.
De busdiensten in en om Delfzijl worden verzorgd door Qbuzz of UVO/Van Dijk Vervoer.
| Lijn | Route | Vervoerder     |
| ---- | --- | -------------- |
| 6    | Delfzijl - Appingedam - Tjamsweer - Eekwerd - Wirdum - Garrelsweer - Ten Post - Ten Boer - Garmerwolde - Groningen (- P+R Haren) | Qbuzz (Q-link) |
| 43   | Delfzijl - Farmsum - Heveskes - Borgsweer - Termunterzijl - Termunten - Woldendorp                                               | Qbuzz          |
| 119  | Delfzijl - Wagenborgen - Nieuwolda - Scheemda - Heiligerlee - Winschoten                                                         | Qbuzz          |
| 406  | Groningen - Ten Boer - Ten Post - Garrelsweer - Eekwerd - Appingedam - Delfzijl                                                  | Qbuzz          |
| 545  | Delfzijl (Station - Noord - Ziekenhuis - Centrum - Farmsum - Station)                                                            | UVO            |
| 640  | Appingedam - Delfzijl - Woldendorp                                                                                               | Qbuzz          |
| 641  | Spijk - Bierum - Holwierde - Delfzijl - Woldendorp                                                                               | Qbuzz          |

### Veerdiensten
- Eemshaven - Borkum, passagier- en autoveerboot, dagelijks vanuit de Eemshaven.
- Delfzijl - Emden - Ditzum, passagiersveerboot, dagelijks tussen 1 mei en 12 oktober.
- Delfzijl - Knock - Borkum, passagiersveerboot, dagelijks tussen 1 mei en 12 oktober.